# Badenweiler

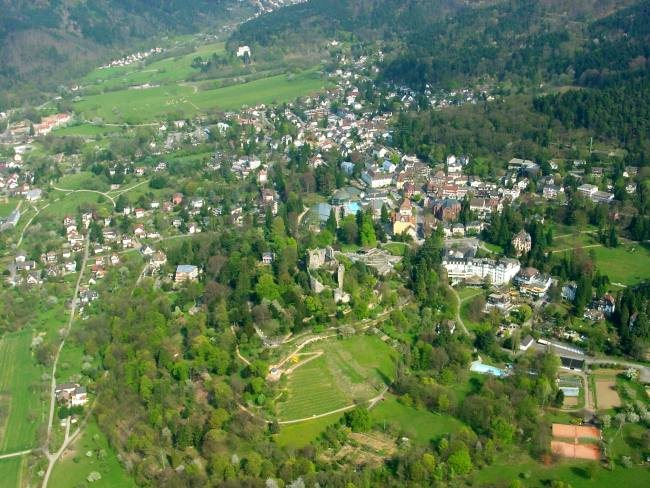
Badenweiler von Südwesten, Luftbild von einer Ballonfahrt, 2004

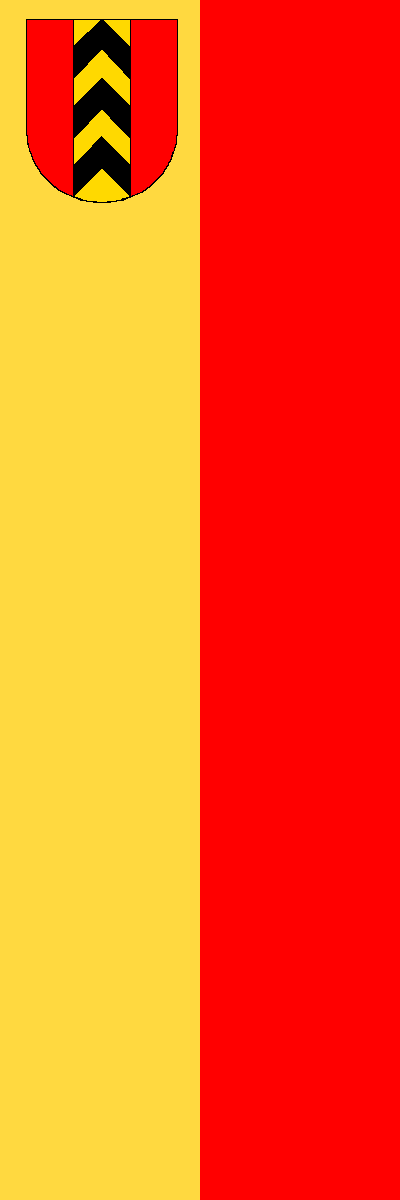
Flagge von Badenweiler

Badenweiler (alemannisch Badewiler, lateinisch Aquae villae ‚Wasser-Ort‘) ist eine Gemeinde und ein staatlich anerkanntes Heilbad im baden-württembergischen Landkreis Breisgau-Hochschwarzwald.
Die Gemeinde liegt rund 30 Kilometer südlich von Freiburg im Markgräflerland. Mit dem 1165 Meter hohen Hochblauen liegt die höchste Erhebung der Region teilweise auf dem Gebiet von Badenweiler.
Die Lage zwischen Oberrheingraben und Schwarzwald, das milde Klima und die Thermalquellen machen Badenweiler zu einem überregional beliebten Ziel für Touristen und Kurgäste.

## Geographie

### Lage
Badenweiler liegt zwischen den Städten Freiburg im Breisgau und Basel, Schweiz (jeweils ca. 30–35 km entfernt) ca. fünf Kilometer östlich oberhalb von Müllheim am Fuße des Blauens (auch Hochblauen) im Markgräflerland, im Weilertal oberhalb des Klemmbachs.

### Gemeindegliederung
Zur Gemeinde Badenweiler gehören neben dem Hauptort Badenweiler die Ortsteile
- Lipburg-Sehringen (offiziell nur Lipburg)
- Oberweiler (bei der Gebietsreform in Baden-Württemberg 1975 komplett nach Badenweiler eingegliedert)
- Schweighof

Die offizielle Benennung der Ortsteile erfolgt durch die Voranstellung „Badenweiler“ und die mit Bindestrich verbundene Nachstellung des Eigennamens der Ortsteile mit Ausnahme des Ortsteils Oberweiler, welcher 1935 mit Badenweiler vereinigt wurde. Das Gebiet der drei Ortsteile ist identisch mit den bis zur Gemeindereform in den 1970er Jahren selbstständigen Gemeinden gleichen Namens. Im Zug dieser Reform wurden 1974 Lipburg-Sehringen und 1975 Schweighof eingemeindet. Die beiden Ortsteile Lipburg-Sehringen und Schweighof bilden sowohl Wohnbezirke im Sinne der unechten Teilortswahl als auch Ortschaften im Sinn der baden-württembergischen Gemeindeordnung – mit jeweils eigenem Ortschaftsrat und einem Ortsvorstand als Vorsitz.
Zum Ortsteil Lipburg-Sehringen gehören die Dörfer Lipburg und Sehringen, ebenso die Wohnplätze Gipswerk und Haus Baden. Zum Ortsteil Schweighof gehören das Dorf Schweighof und die Höfe Forellenzucht und Guggenmühle. Im Ortsteil Lipburg befindet sich die abgegangene Ortschaft Grüneck.
Das Ortsgebiet liegt mit seinen Grenzen zangenförmig um eine Zunge des Stadtgebiets von Müllheim herum (-> Niederweiler). Die Fläche der Gemeinde beträgt 13,023 km². Badenweilers Gemarkung besteht zu nahezu 90 % aus Wald, der Rest neben der Besiedlung aus Weinbergen, einigen Wiesen und Obstbaumbeständen.
Wappen der Ortsteile

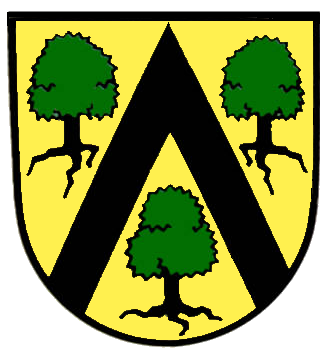
Lipburg-Sehringen
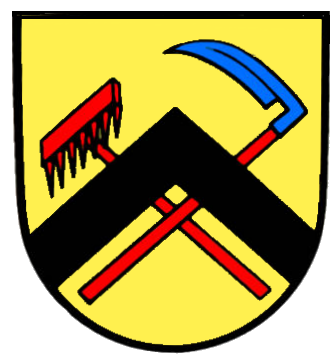
Oberweiler (ehemalig)
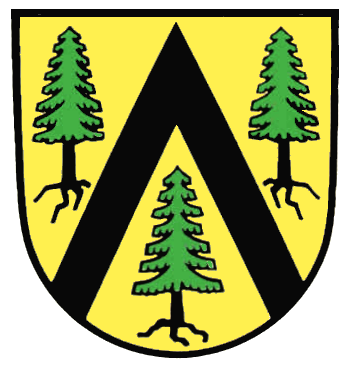
Schweighof

### Nachbarorte
Im Westen liegt die Stadt Müllheim und im Norden deren Stadtteile Britzingen und Zunzingen, weiter östlich schließt Sulzburg an. Im Osten liegt Malsburg-Marzell und im Süden liegen Schliengens Ortsteile Schallsingen und Obereggenen.

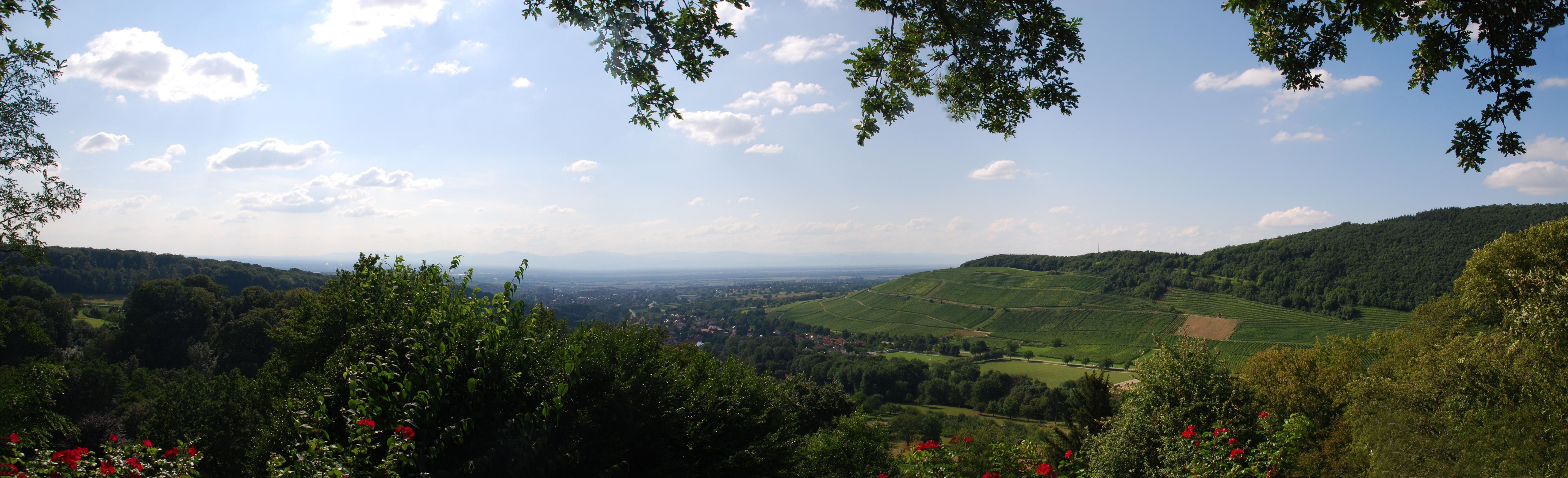
Blick vom Vogesenblick an der Nordwestecke des Burgbergs der Burg Baden: Vogesen (Frankreich) auf der West-Seite der Rheinebene, Stadt Müllheim mit Teilort Niederweiler sowie Innerberg (rechts) und Ölberg (links)

### Geologie

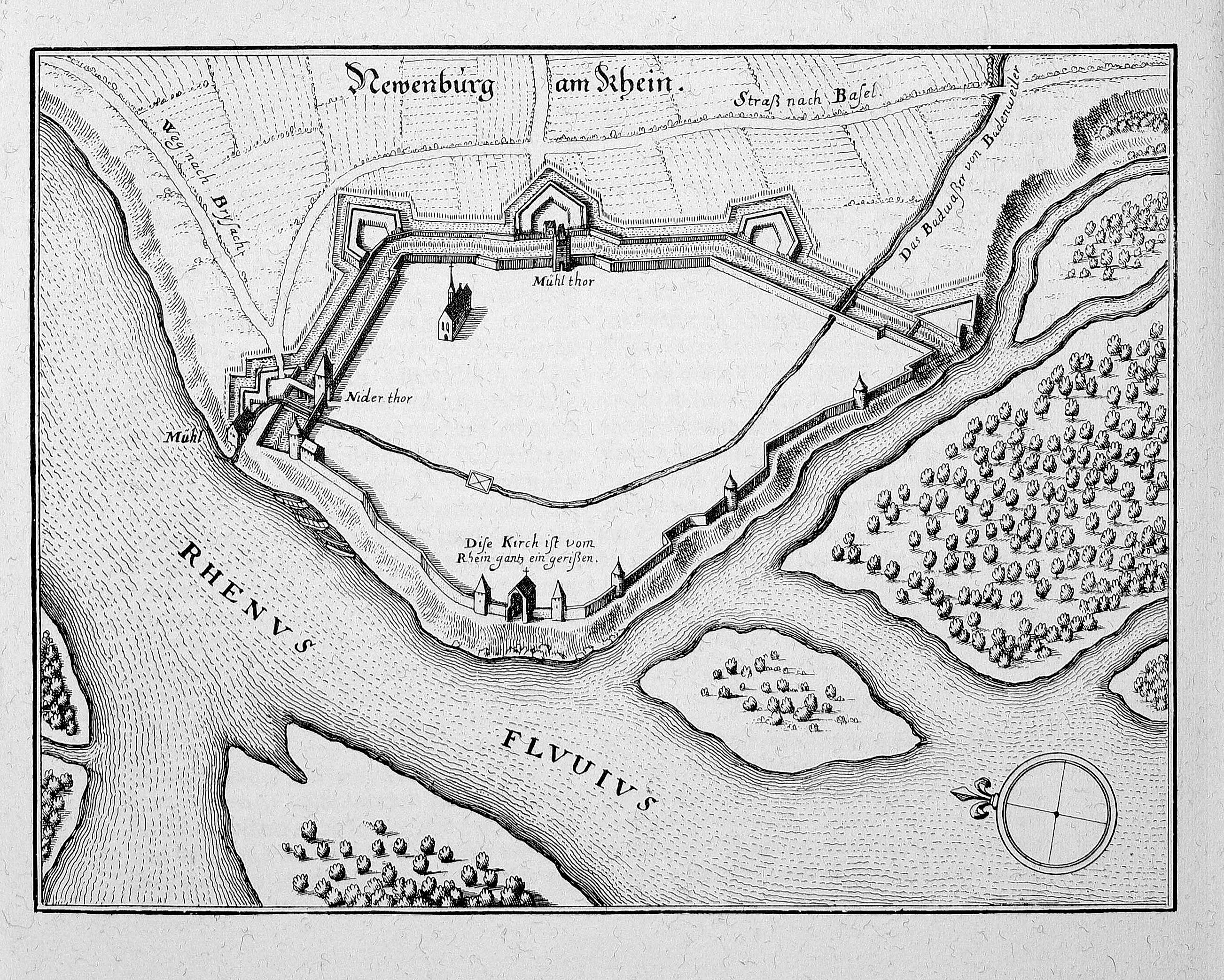
Karte Newenburg am Rhein (Neuenburg am Rhein) von Matthäus Merian aus der Topographia Germaniae, ca. 1660: Das Badwaßer von Badenweiler läuft durch die Stadt und das Niderthor bei der Mühl in den Rhein

Badenweiler liegt am Rande des südwestlichen Schwarzwalds, eines alten Gebirges. Es besteht aus einem Gneissockel mit Granit- und Porphyr-Anteilen. Der Ort liegt auf einem Hügel mit fruchtbarem Löss-Boden, als Überrest eines Schwemmlössgebiets eines Flusstals. Durch die geologische Aktivität bei der Entstehung des Grabenbruchs im oberen Rheintal und die damit verbundene im Boden noch vorhandene geothermische Aktivität sind einige Thermalquellen entstanden, unter anderem auch in Badenweiler, das ein Kurort ist, was die Römer schon zu schätzen wussten, weshalb sie hier eine römische Therme bauten.

### Klima

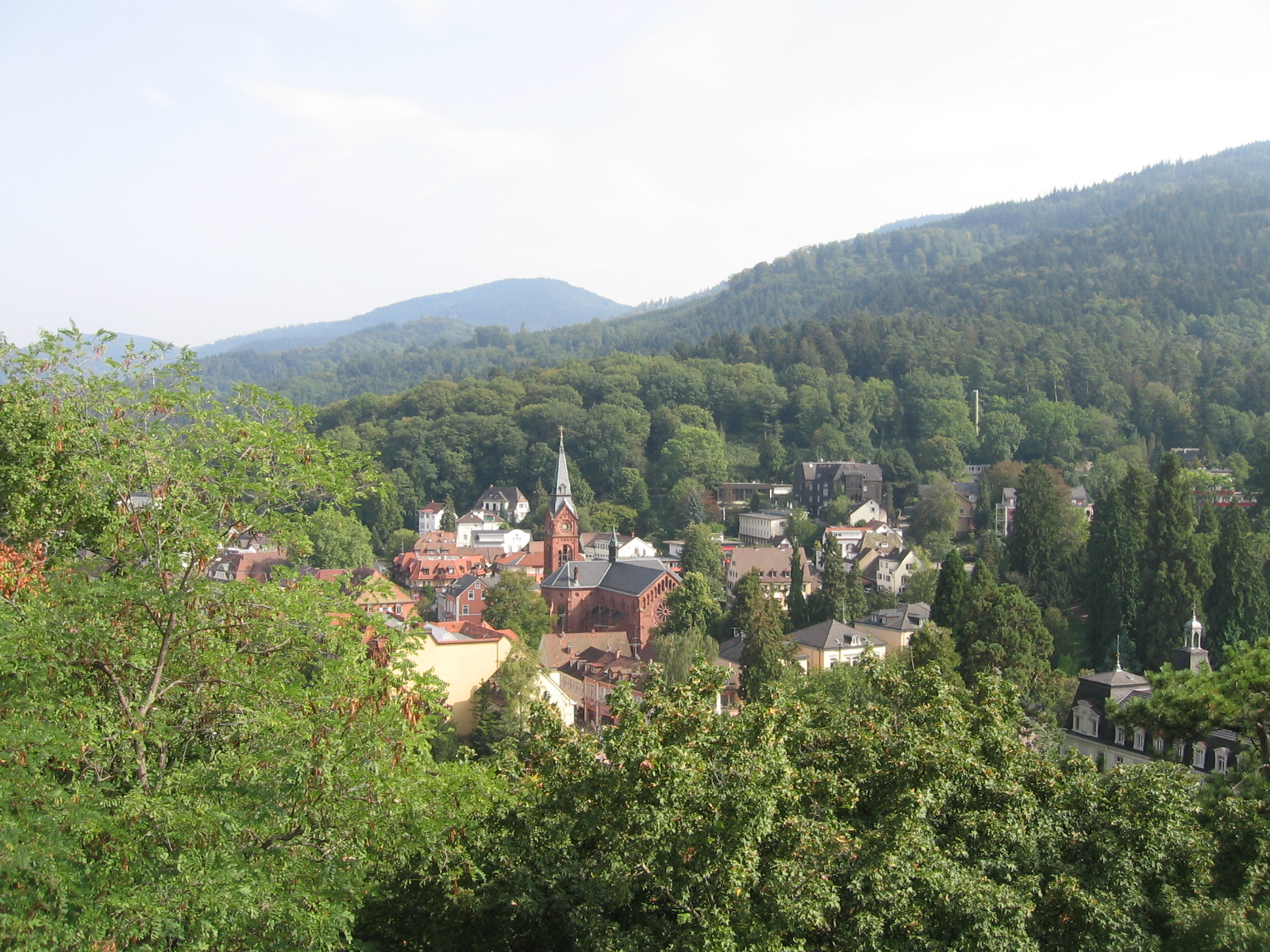
Badenweiler von der Ruine Burg Baden aus, mit evangelischer Kirche und Teil des Hotels Römerbad rechts unten.

Badenweiler liegt klimatisch günstig, in einer warmen Luftströmung aus dem Südwesten; es ist gegen Osten durch die Berge des Schwarzwalds vom kalten Kontinentalklima abgeschirmt. Dies erlaubt den Anbau von Rebsorten wie Burgunder und Gutedel, die nur in dieser Umgebung in Deutschland vorkommen. In diesem fast mediterranen Klima gedeihen auch südländische Gewächse, die im Kurpark angepflanzt wurden; unter anderem ist Badenweiler einer der wenigen Orte Deutschlands, in denen festgepflanzte Palmen den Winter im Freien überstehen.

## Geschichte

### Kelten und Römer

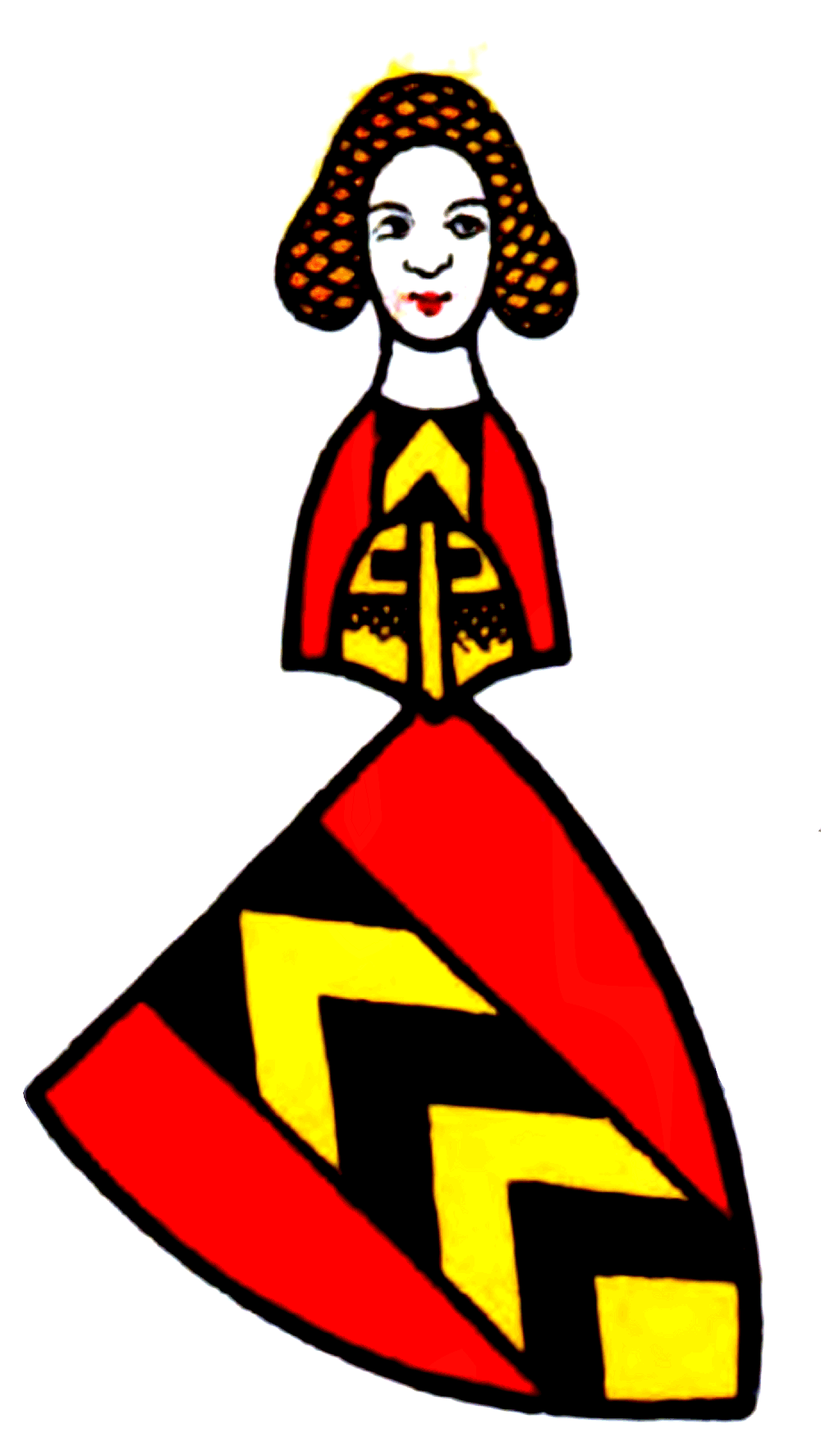
Wappen Badenweiler, Zürcher Wappenrolle, ca. 1340

Die Römer eroberten die Gebiete östlich des Rheins bis an die Donau und den Main. Im Jahr 70 begannen die Römer unter Kaiser Vespasian das Gebiet zu kultivieren und zu erschließen. Die zuvor hier lebenden Kelten wurden assimiliert. Die Römer bauten Aquae Villae aus der strategisch günstigen erhabenen Lage mit dem Überblick über das Oberrheintal und aus klimatischen, gesundheitlichen und balneologischen Aspekten. Das Oberrheintal war damals ein ausgedehnter Auwald, mit unzähligen Seen und Tümpeln mit abgestandenem Wasser. Diese wurden nur bei Hochwasser des Fluvius Rhenus (Rhein) mit neuem Wasser gespeist. Die Seen und Tümpel waren voll von Stechmücken und das Klima war im Sommer in der Rheinebene schwülwarm. Die Römer wollten in ihren besetzten Gebieten gerne mit ihrer von zu Hause aus gewohnten Kultur umgeben sein. So gestalteten sie Aqua Villae wie eine kleine römische Provinzstadt. Sie badeten gerne, aber die hiesigen Flüsse und Seen waren die meiste Zeit des Jahres dafür zu kalt. So benutzten sie die warmen Quellen, die im Oberrheingebiet vorhanden waren, und bauten hier unter anderem eine römische Badeanlage, die als Römerbadruine Badenweiler teilweise erhalten ist. An diese Thermen angeschlossen war ein Tempelbezirk, der der keltischen Fruchtbarkeitsgöttin Abnoba und ihrer römischen Entsprechung, der Jagdgöttin Diana, geweiht war. Die Grundmauern dieses Heiligtums wurden unter der heutigen evangelischen Pauluskirche nachgewiesen.
Das Thermalbad wurde von Soldaten, Offizieren, Beamten, Händlern, Gutsherren und angesiedelten Veteranen besucht. Die Ziegel für den Bau des Bades wurden in einer Ziegelei vor Ort hergestellt. Die Veteranen wurden vom Senat oder Kaiser für ihre Dienste mit Grundstücken in den eroberten Gebieten beschenkt, damit diese umso schneller romanisiert wurden. Die Reste von römischen Bauten sind noch heute in diesem Gebiet zu besichtigen, die Villa Urbana in Heitersheim oder die römischen Badruinen in Badenweiler.

### Alamannen und Franken
Das hiesige Gebiet war ein Teil des rechtsrheinischen römischen Agri decumates (deutsch: „Zehntland“). Dieses Gebiet war durch den Rhein, die Donau und den nordöstlich gelegenen Limes abgegrenzt. Der Limes wurde um 100 von den Römern errichtet. Die Alamannen, ein Stamm der Germanen, eroberten um 230 das südliche rechtsrheinische Gebiet. Die Römer gaben Agri decumates auf und zogen sich 260 hinter den Rhein zurück. Dort errichteten sie den Donau-Iller-Rhein-Limes. Die verlassenen römischen Bauten wurden zerstört oder gerieten in Vergessenheit. Später bauten die Alamannen sogenannte Höhenburgen auf, um das Gebiet zu überwachen. Sie errichteten Gutshöfe und eine Verwaltung nach römischem Vorbild. Die Alamannen unternahmen oft Raubzüge vom ehemaligen Zehntland aus ins benachbarte römische Gallien. Sie wurden aber dabei von römischen Heeren abgewehrt. Erst 455 gelang es den Alamannen, von hier aus über den Rhein zu expandieren. Sie eroberten Teile der römischen Provinz Gallien. Es folgten Konflikte mit den Franken, welche nach Süden expandierten. Die Alamannen führten mit den Franken von 496 bis 507 einen Krieg. Die Franken errangen den entscheidenden Sieg bei Zülpich unter ihrem König Chlodwig I. Das alamannische Gebiet kam an das Frankenreich der Merowinger. Das Gebiet des späteren Markgräflerlandes und des Breisgaus wurde Besitz von fränkischen Adligen. Fränkische Adlige beschenkten um 775 verschiedene Klöster mit Grundbesitz aus diesem Gebiet unter anderem wegen des Seelenheils. Fränkische Adlige nahmen Badenweiler, damals noch unter seinem lateinischen Namen Aquae wieder in Besitz. Ab 774 sind im Lorscher Codex mehrere Schenkungen zugunsten des Klosters Lorsch in Willaner marca (Gemarkung Weiler) oder auch Wilere marca sowie in Lipburg urkundlich dokumentiert, unter anderem eine Basilika. Zwischen 900 und 955 fielen die Ungarn in dieses Gebiet ein, es kam zu Verwüstungen und Plünderungen. Danach wurde das Gebiet von Gaugrafen verwaltet, welche der Kaiser einsetzte. Kaiser Otto I. hatte 962 vom abtrünnigen Gaugrafen Guntram aus dem Breisgau dessen hiesige Gebiete konfisziert. Otto I. vermachte sie an den Bischof Konrad aus Konstanz, welcher ein Welfe war. Dieser setzte für seine Güter einen Lehens-Meier ein. Als Vogt verwaltete er dieses Gebiet für seinen Bischof. Nach dem Tode Konrads 975 übernahmen die Dompröpste seiner Kirche seine Gebiete. Sie wurden damals Dompropsteigüter genannt. Im Jahr 1028 taucht der Name „Badenweiler“ im damaligen „deutsch“, noch ohne den Zusatz „Weiler“, erstmals in einer Akte des Kaisers Konrad II. aus dem Geschlecht der fränkischen Salier auf – einer Erlaubnis für das Bistum Basel, Mineralien wie Silber und Blei in und um Badenweiler abzubauen.

### Zähringer
Im 11. Jahrhundert eroberten die aus dem nördlichen Schwaben stammenden Herzöge von Zähringen viele Gebiete. Sie kamen unter anderem auch in den Besitz des heutigen Markgräflerlandes und des Breisgaus. Der bekannteste unter ihnen war der von 1078 bis 1111 regierende Berthold II. von Zähringen. In den Jahren 1075–1122 fand der Investiturstreit statt. Die Zähringer standen auf der siegreichen päpstlichen Seite. Sie konnten somit viele klösterliche und weltliche Besitze der Verlierer an sich bringen. Die hiesigen Gebiete der Zähringer wurden seit 1122 durch deren Vögte verwaltet. Diese residierten auf der Burg in Badenweiler. Die Zähringer Herrschaft von Badenweiler kam 1147 als Mitgift für die Prinzessin Clementia von Zähringen an Heinrich den Löwen, einem Welfen-Fürsten. Die Expansionsversuche der Hohenstaufer gefielen den Zähringern nicht. Sie gründeten 1175 die Stadt Neuenburg am Rhein, womit sie den Rheinübergang ins Elsass für sich gesichert hatten. Damit konnten sie von den fremden Benutzern des Rheinübergangs Tribut verlangen. Nach dem Tod Bertolds V. erlosch 1218 die männliche Linie der Zähringer, deren Gebiete an die Grafen von Freiburg fielen.

### Staufer
Der Staufer Kaiser Friedrich I. Barbarossa zwang den Welfen-Fürsten Heinrich den Löwen, diese Gebiete 1157 gegen Besitzungen im Harz zu tauschen. Damit kam die ehemalige Zähringer Herrschaft Badenweiler in den Besitz der Staufer. Die Staufer hatten unter anderem Besitzungen im benachbarten Elsass. Es war naheliegend, Verbindungen von diesem Gebiet ins Elsass zu schaffen. Nachdem die Staufer ausgestorben waren, kam deren Besitz Badenweiler 1268 an die Grafen von Freiburg.

### Epoche verschiedener Adelsfamilien in Badenweiler

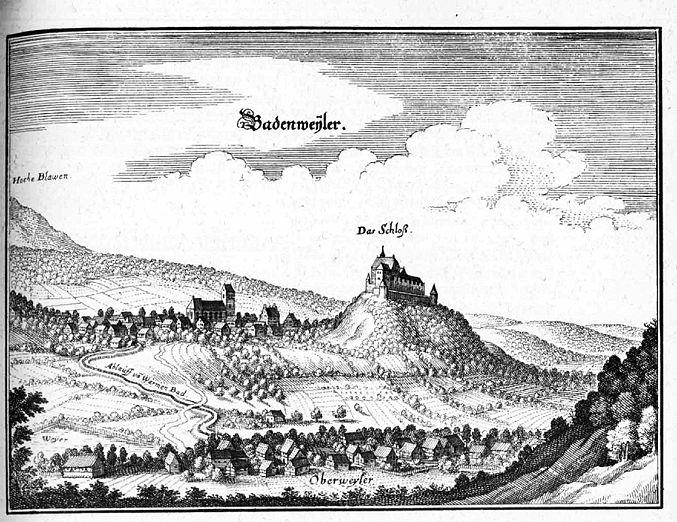
Badenweiler, Ansicht von Osten, Matthäus Merian, Topographia Suaviae, ca. 1650

#### Grafen von Freiburg

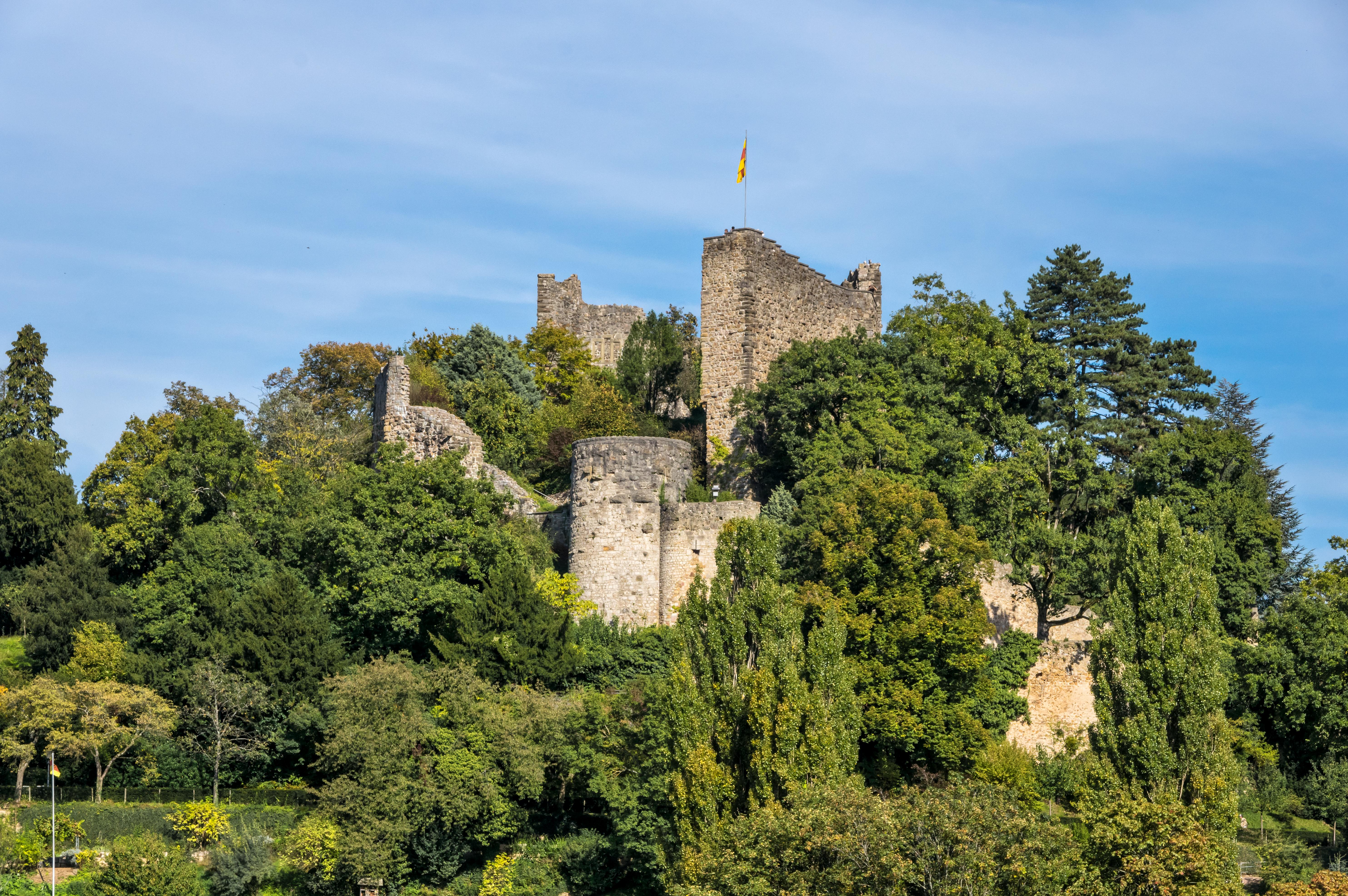
Burg Baden

Die Grafen von Freiburg waren die Nachkommen der Grafen von Urach und 1218 in den Besitz der Gebiete der Zähringer gekommen. Nachdem Egino II., ein Sohn Konrads I., Graf von Freiburg, starb, wurde dessen Gebiet 1272 aufgeteilt. Ein Sohn Eginos II. Graf von Freiburg namens Heinrich erhielt die südlichen Gebiete mit der Herrschaft Badenweiler. Die Grafen aus der Linie Heinrichs starben 1303 ohne männliche Nachkommen aus. Ihr Gebiet ging an die in diese Linie eingeheirateten Grafen von Straßberg. Der Besitz kam 1385 an Konrad III. Graf von Freiburg zurück. Er war ein Nachkomme der direkten Linie von Egino II. Die Burg Badenweiler wurde 1409 im Krieg des Grafen von Freiburg mit dem Fürstbischof von Basel beschädigt und danach wieder erneuert. Wegen der Enklaven des Bistums Basel Schliengen und Istein gerieten die beiden Herrschaften oft miteinander darüber in einen Streit. Durch die Schulden der Grafen von Freiburg wechselte der Besitz immer öfter, unter anderem für kurze Zeit an die Habsburger. Diese gaben es 1418 nach dem Konzil von Konstanz wieder an den Grafen Konrad III. von Freiburg zurück. Johann, der letzte der Grafen von Freiburg vermachte 1444 seine Herrschaft Badenweiler an die Söhne von Wilhelm, dem Markgrafen von Hachberg-Sausenberg.

#### Die Grafen von Strassberg und die Fürsten von Fürstenberg
Die Grafen von Strassberg stammten aus der Nähe des heutigen Neuenburg in der Schweiz. Sie übernahmen 1303 die Herrschaft Badenweiler von den Grafen von Freiburg. Im 14. Jahrhundert wurde die Burg mit Außenbefestigungen versehen. Durch die Grafen von Strassberg kam der Sparren in das Wappen von Badenweiler und vieler Orte, welche unter dessen Herrschaft waren, auch in das des Markgräflerlandes.
Eine Zeit lang soll den Grafen von Strassberg auch die unweit von Badenweiler gelegene Burg Neuenfels gehört haben. Die Herren von Neuenfels waren ein altes Rittergeschlecht. Sie hatten Besitzungen um ihre Burg Neuenfels. Die Ruine der Burg liegt oberhalb von Britzingen. Diese übten ab 1307 verschiedene Funktionen aus, unter anderem als Burgvögte unter der Herrschaft Badenweiler. Die Grafen von Strassberg starben 1364 aus und übergaben Badenweiler an die Grafen von Fürstenberg bei Donaueschingen. Diese hatten den Besitz bis 1385, danach kam er wieder an die Grafen von Freiburg zurück.

### Markgrafschaft Baden

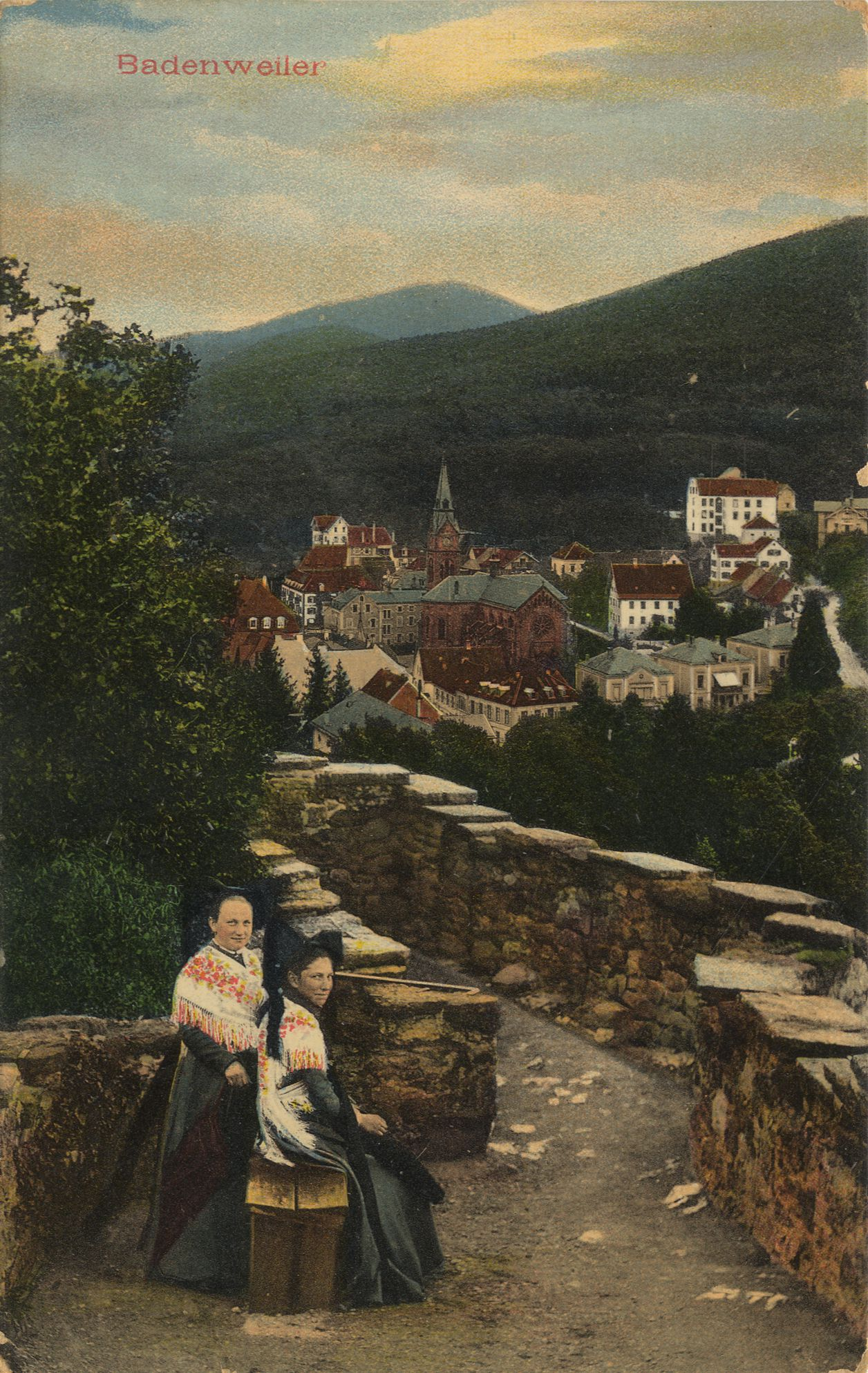
Zwei Frauen in Markgräfler Tracht auf der Burg Baden, Postkarte, um 1900

Im Jahr 1503 kam das Markgräflerland mit Badenweiler durch Vererbung an die Markgrafschaft Baden unter Christoph I. (Baden) und lag damit bis Anfang des 19. Jahrhunderts im Schwäbischen Reichskreis. 1525 war auch diese Region Schauplatz des „Deutschen Bauernkriegs“ („Revolution des gemeinen Mannes“); die Aufständischen verloren: Jedes Haus in der Markgrafschaft musste 5 Gulden an den Markgrafen zur Entschädigung entrichten. Am 1. Juni 1556 schloss sich der Markgraf und damit auch seine Untertanen der Reformation an, das Markgräflerland wurde damit protestantisch.
Von 1618 bis 1648 tobte der Dreißigjährige Krieg: abwechselnd durchzogen schwedische, kaiserliche, französische Truppen, verschiedene Hilfsheere und marodierende Soldaten plündernd und mordend die Gegend. Der Bevölkerungsverlust war enorm, er wurde durch Zuzug von Einwanderern aus dem Gebiet der Eidgenossenschaft aufgefüllt. Von 1672 bis 1679 dauerte der Holländische Krieg: Französische Truppen rückten ein ins Markgräflerland, sie forderten hohe Tribute an Futtermitteln und Geld. Während des Holländischen Krieges wurden 1678 die Burgen Rötteln, Sausenburg und Badenweiler durch die Armee des französischen Marschalls Crecque zerstört. Sie wurden danach nicht mehr aufgebaut.
Von 1689 bis 1697 war der Pfälzische Erbfolgekrieg. Es vollzog sich das gleiche Geschehen, nun auch von den heranrückenden kaiserlichen Truppen, welche die Franzosen zurückwarfen. Dabei kamen die zuvor französisch besetzten Gebiete wieder zurück an das Reich. Von 1701 bis 1714 fand der Spanische Erbfolgekrieg statt: Das Markgräflerland wurde 1702 von Plünderungen und Requirierungen durch französische Truppen nicht verschont.
Im Jahr 1727 wurde der Sitz der Markgrafen von Badenweiler nach Müllheim verlegt. Von 1733 bis 1738 fand der Polnische und 1740 bis 1746 der Österreichische Erbfolgekrieg statt. Dieser Krieg forderte während der erneuten französischen Besatzung, wenn auch in geringerem Ausmaß, von den Orten im Markgräflerland nochmals Tribut.
Von 1746 an war das Markgräflerland ohne Besatzung und wurde wieder von Baden-Durlach und dessen Markgraf Karl-Friedrich regiert. Im Jahr 1783 schaffte Markgraf Karl Friedrich in seinem Gebiet die Leibeigenschaft ab und förderte den Weinbau im Markgräflerland. Von 1791 bis 1815 fanden die Franzosenkriege statt, Napoléon I. eroberte die rechtsrheinischen Gebiete mit dem Markgräflerland. Im Jahr 1806 wurde das Markgräflerland ein Teil des Großherzogtums Baden.

### Großherzogtum Baden

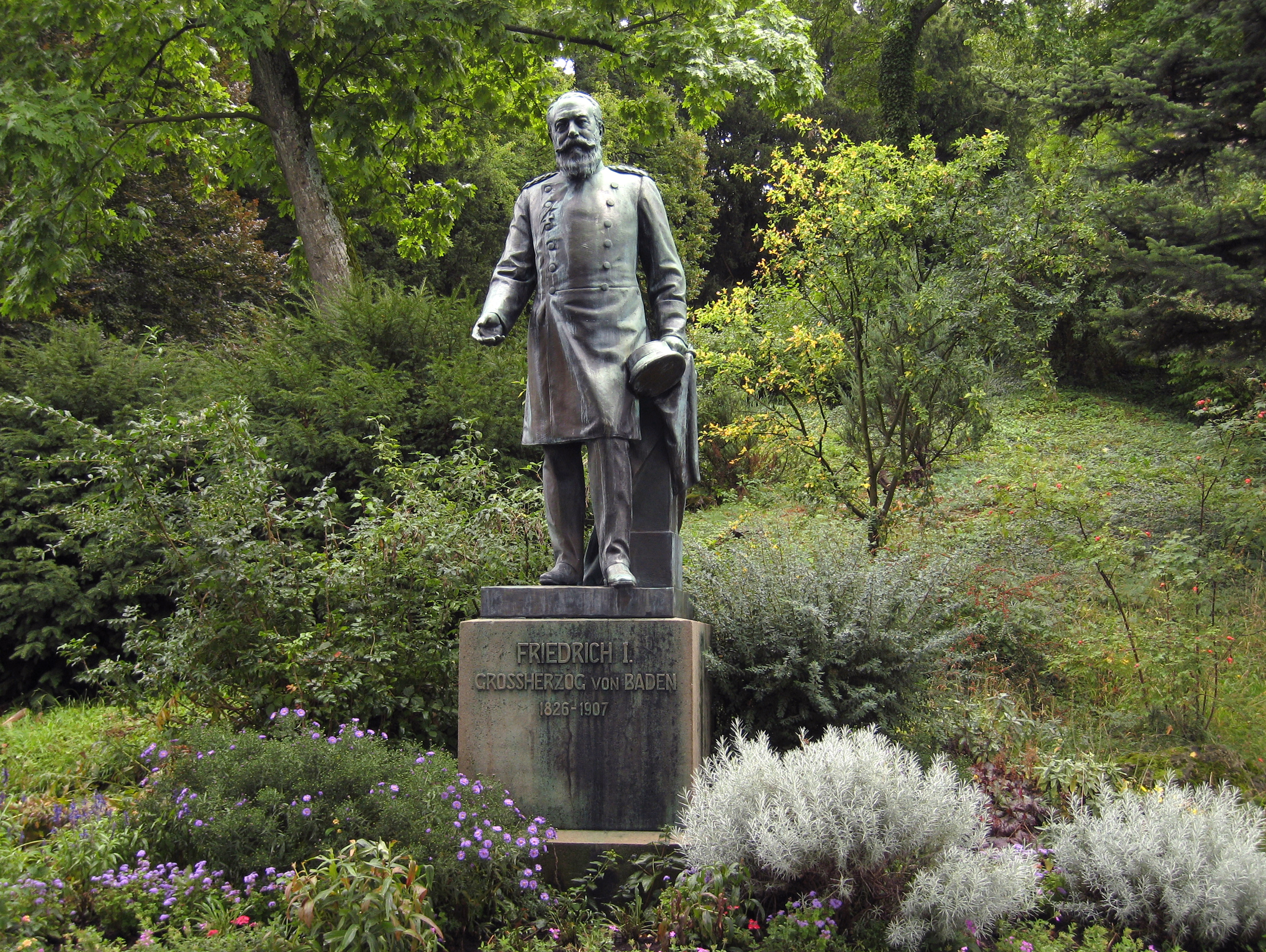
Denkmal Friedrichs I. auf dem Burgberg

An der Westseite des Flanierweges um den Burgberg, der sogenannten Kaffeemühle, steht das Denkmal für Großherzog Friedrich I. (1826–1907); es wurde 1912 von Karl Friedrich Moest von der Kunstakademie Karlsruhe geschaffen. Es ist das größte Denkmal Badenweilers und symbolisiert zugleich eine wesentliche Epoche des badischen Landes als eigenständigen Staat. Der beliebte Landesvater, verheiratet mit Luise von Preußen, kam häufig nach Badenweiler und feierte hier 1906 auch seinen 80. Geburtstag als dienstältester Monarch Europas.
Im Jahr 1904 starb hier der russische Schriftsteller, Novellist und Dramatiker Anton Pawlowitsch Tschechow. Er war einer der berühmtesten Gäste Badenweilers im Hotel Sommer. Im selben Jahr fand die erfolgreiche Aufführung seines Stücks „Der Kirschgarten“ statt.
Der Badenweiler-Marsch verdankt seinen Namen nicht Badenweiler im Schwarzwald, sondern dem gleichnamigen Ort Badenweiler (Badonviller) in Lothringen.

### Zeit des Nationalsozialismus
Seit 1993 erinnert die Gemeinde mit einer Gedenktafel auf ihrem „alten Friedhof“ an die aus Badenweiler stammenden Opfer des nationalsozialistischen Vernichtungslagers Auschwitz-Birkenau.

### Seit 1945
Im Zuge der Gemeindegebietsreform in Baden-Württemberg wurde am 1. Januar 1974 die bis dahin selbstständige Gemeinde Lipburg nach Badenweiler eingemeindet. Die Eingemeindung von Schweighof erfolgte am 1. Januar 1975. Badenweiler mit Lipburg und Schweighof gehörten bis zum 1. Januar 1973 dem Landkreis Müllheim an, bis dieser im Zuge der Kreisreform aufgelöst wurde.
Badenweiler ist Mitglied im Gemeindeverwaltungsverband Müllheim-Badenweiler, der Aufgaben der Unteren Verwaltungsbehörde wahrnimmt. Außer Müllheim und Badenweiler sind die Gemeinden Sulzburg, Auggen und Buggingen Mitglieder des Verbands.

## Religionen
In Badenweiler gibt es aktuell (2015) eine evangelische und eine römisch-katholische Kirchengemeinde.

### Evangelische Gemeinde

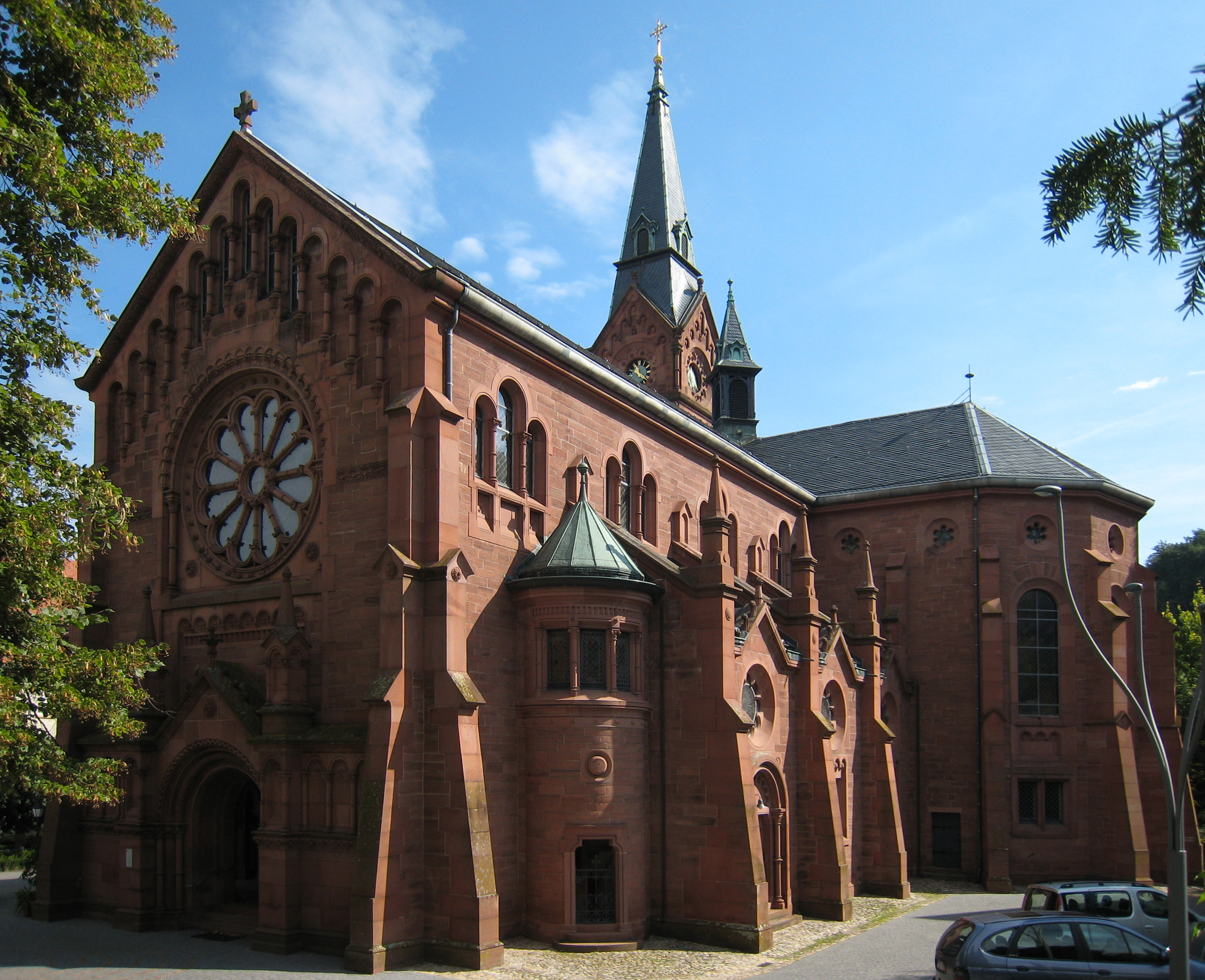
Pauluskirche, Evangelische Kirchengemeinde Badenweiler (Blick von Südwesten, September 2008)

Der erste Kirchenbau an dieser Stelle wurde auf den Überresten eines altrömischen Podiumstempels errichtet, dessen zweite Bauphase aus dem Jahr 145 nach Christus stammt. Zu diesem Tempelbezirk gehörte auch ein reich verziertes steinernes Bogenmonument. Die erste urkundliche Erwähnung einer Kirche an dieser Stelle stammt aus dem Jahr 774 n. Chr.: In den Akten des Klosters Lorsch nennen hier eine Basilica in Villaner marca. Im 11./12. Jahrhundert wurde ein erster Neubau errichtet, ab 1556 wurde die Kirche im Zuge der Reformation evangelisch. Nachdem sie in mehreren Kriegen immer wieder Schaden genommen hatte, wurde die „Pauluskirche“ nach dem Abriss des bis dato gotischen Altbaus ab 1892 unter dem Oberbaurat Josef Durm im neoromanischen Stil neu errichtet: die Grundsteinlegung erfolgte am 18. Oktober 1893, die Einweihung am 26. Juni 1898 mit Großherzog Friedrich I. von Baden und seiner Gemahlin Luise. Das Geläute des Kirchturms besteht aus vier Bronze-Glocken.
Im Chorraum der evangelischen Pauluskirche sind originale Fresken von ca. 1380 angebracht, die aus der Turmvorhalle der ehemals dort stehenden gotischen Pfarrkirche St. Peter stammen. Diese Wandgemälde zeigen die alte Legende von der Begegnung der drei Lebenden und der drei Toten. Dieses Motiv des Memento Mori, also der Erinnerung an die Sterblichkeit, stammt aus Nordafrika und ist über Spanien nach Europa gekommen. Jede Figur wird von einem Spruchband eingerahmt, das Verse in spätgotischen Minuskeln enthält, deren Inhalt sich zu dem überlieferten Ausspruch der Toten zusammenfassen lässt: „Was ihr seid, das waren wir – was wir sind, das werdet ihr sein“. Dargestellt wird ein Dialog von wohlhabenden Bürgern mit den Toten, als eine Erinnerung daran, dass auch Reiche sterblich sind. Bei den Wandgemälden handelt es sich – nach Sempach-Kirchbühl/Kanton Luzern – um die ältesten aller totentanzähnlichen Darstellungen im deutschen Sprachraum.

### Ehemalige Jüdische Gemeinde

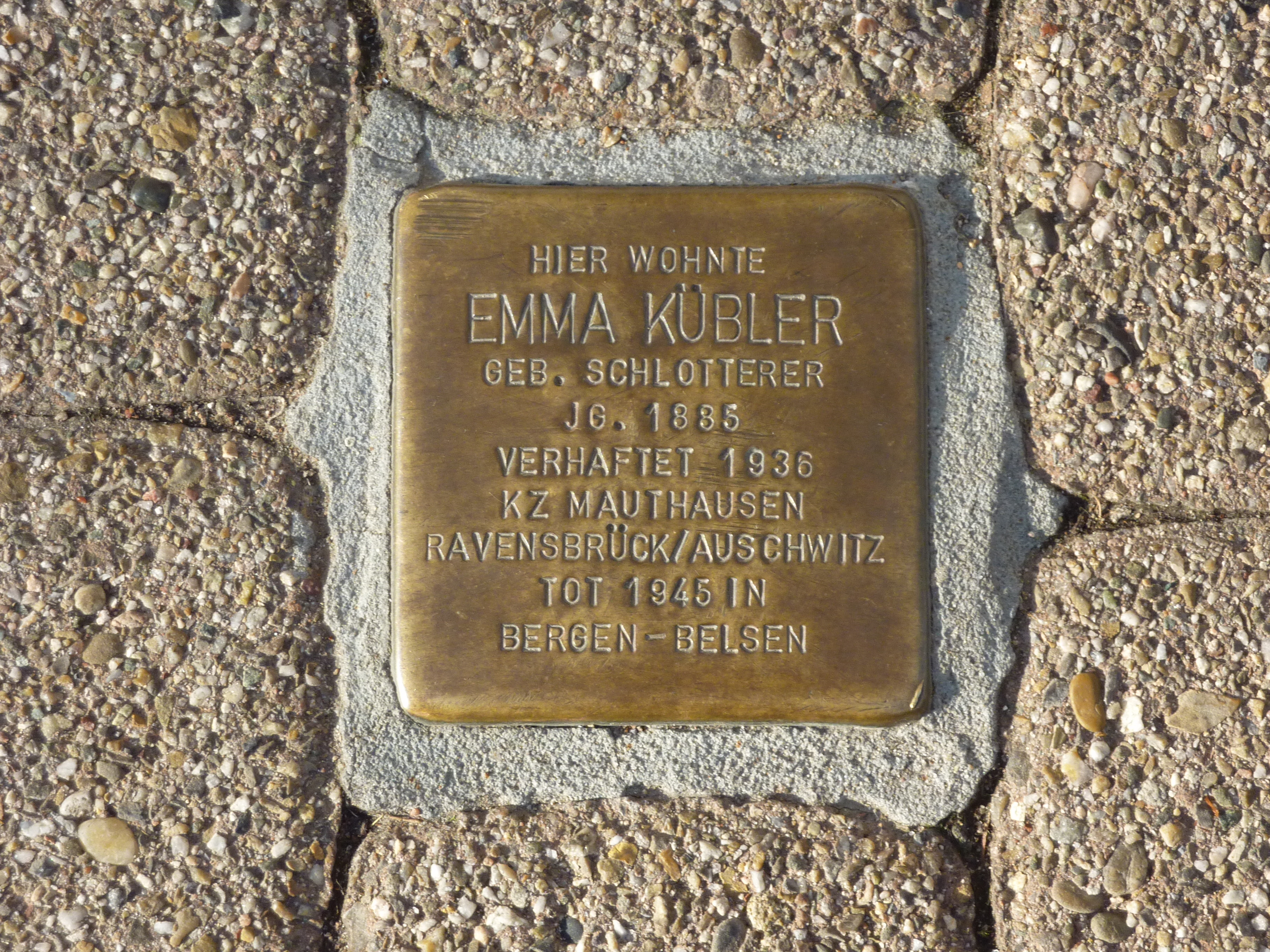
Stolperstein für Emma Kübler in der Luisenstraße 7

Vor der Machtergreifung Adolf Hitlers und der Nationalsozialisten 1933 waren in Badenweiler seit der zweiten Hälfte des 19. Jahrhunderts mehrere jüdische Familien ansässig, zum Beispiel die des Textilkaufmanns Adolf Monasch, der sein Geschäft in der Luisenstraße 2 hatte oder der 1896 zum Evangelischen konvertierte Arzt Albert Fraenkel. Eine Gedenktafel auf dem Friedhof erinnert an Mitglieder der Familien Monasch und Mager, die im KZ Auschwitz der Shoa zum Opfer fielen. Das 1863 eröffnete, beim örtlichen Novemberpogrom 1938 nahezu völlig zerstörte Hotel Bellevue der Familie Levi-Mager war bis dahin Mittelpunkt des lokalen jüdischen Lebens. Acht im Juli 2008 in einer Aktion der örtlichen René-Schickele-Schule mit dem Kölner Bildhauer Gunter Demnig verlegte Stolpersteine erinnern an die während der nationalsozialistischen Diktatur umgebrachten und mehr oder weniger ausgelöschten jüdischen Familien des Orts.
Im Oktober 2010 setzten Schüler als Ergebnis eines weiteren Projekts der René-Schickele-Schule auf dem Badenweiler Friedhof einen „Mahnstein“: Zur Erinnerung an die im Oktober 1940 im Zuge der „Wagner-Bürckel-Aktion“ aus dem Ort in das französische Internierungslager Gurs deportierten Menschen jüdischen Glaubens. Ein weiterer in dem Projekt gefertigter Mahnstein wurde in das zentrale Mahnmal zum Thema in Neckarzimmern gebracht.

### Katholische Gemeinde

#### Marienkapelle

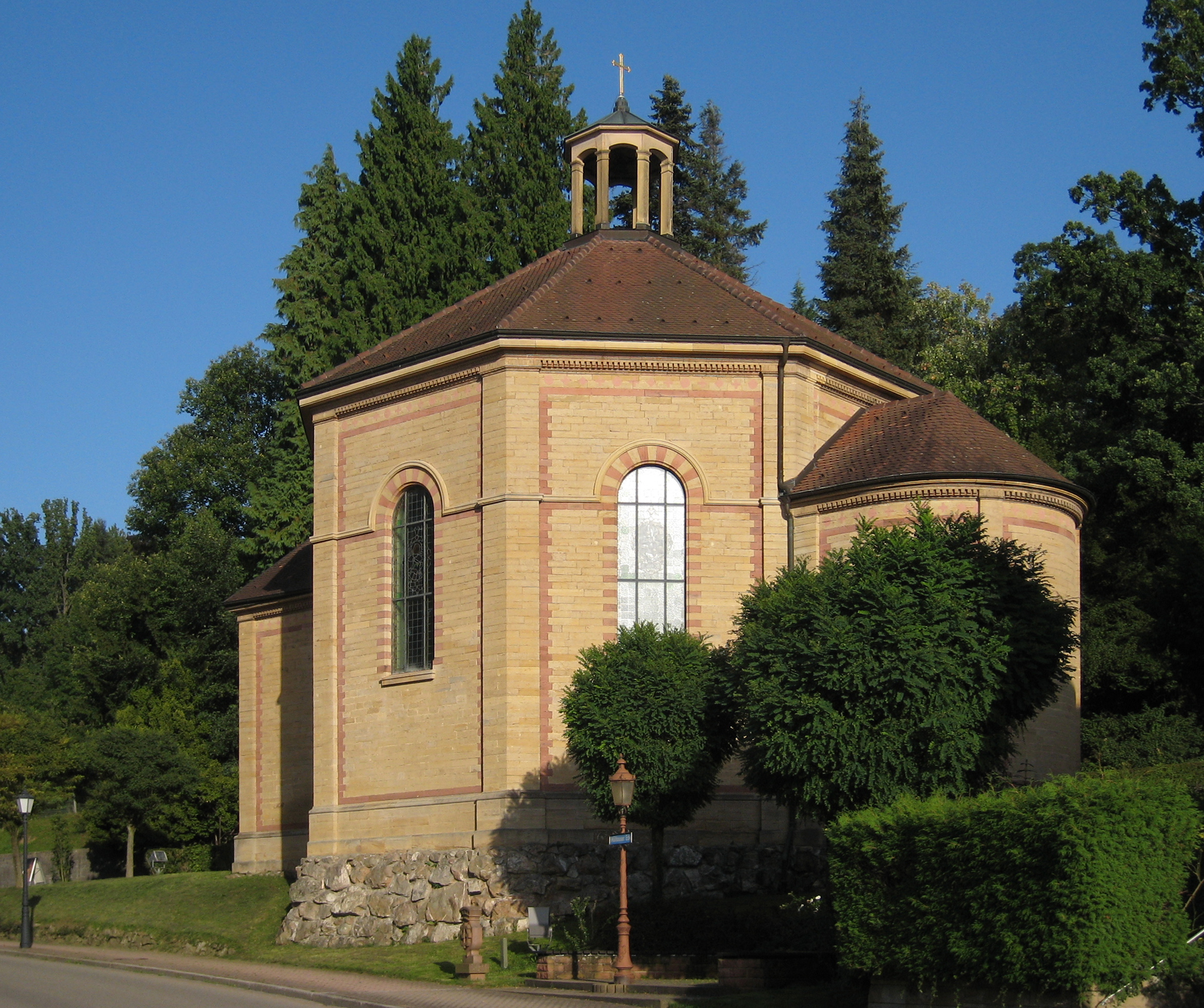
Marienkapelle Badenweiler (September 2008)

Die Marienkapelle des Ortes wurde 1862 als achteckiger Bau (Oktogon) im byzantinischen Stil für die katholisch-gläubigen Kurgäste errichtet. Verantwortlich war der Großherzogliche Baudirektor Heinrich Hübsch (1795–1863), ein Schüler von Friedrich Weinbrenner: So zeigt ihre Fassade einige deutliche Ähnlichkeiten mit der des Speyerer Doms, an der Hübsch 1854 bis 1858 gearbeitet hatte. Im Inneren finden sich 14 kolorierte Holzschnitte als Kreuzweg, sie stammen von der Bildhauerin, Grafikerin und Lyrikerin Ruth Schaumann (1899–1975), einer Schülerin von Joseph Wackerle.
Die Marienkapelle war die erste katholische Kirche am Ort seit der Reformation. 1904 wurde hier der Leichnam des am 19. Juli des Jahres im Ort gestorbenen Anton Tschechow vor dessen Überführung nach Russland aufgebahrt. 1986/87 erfolgte eine grundlegende Renovation.

#### Kirche St. Peter

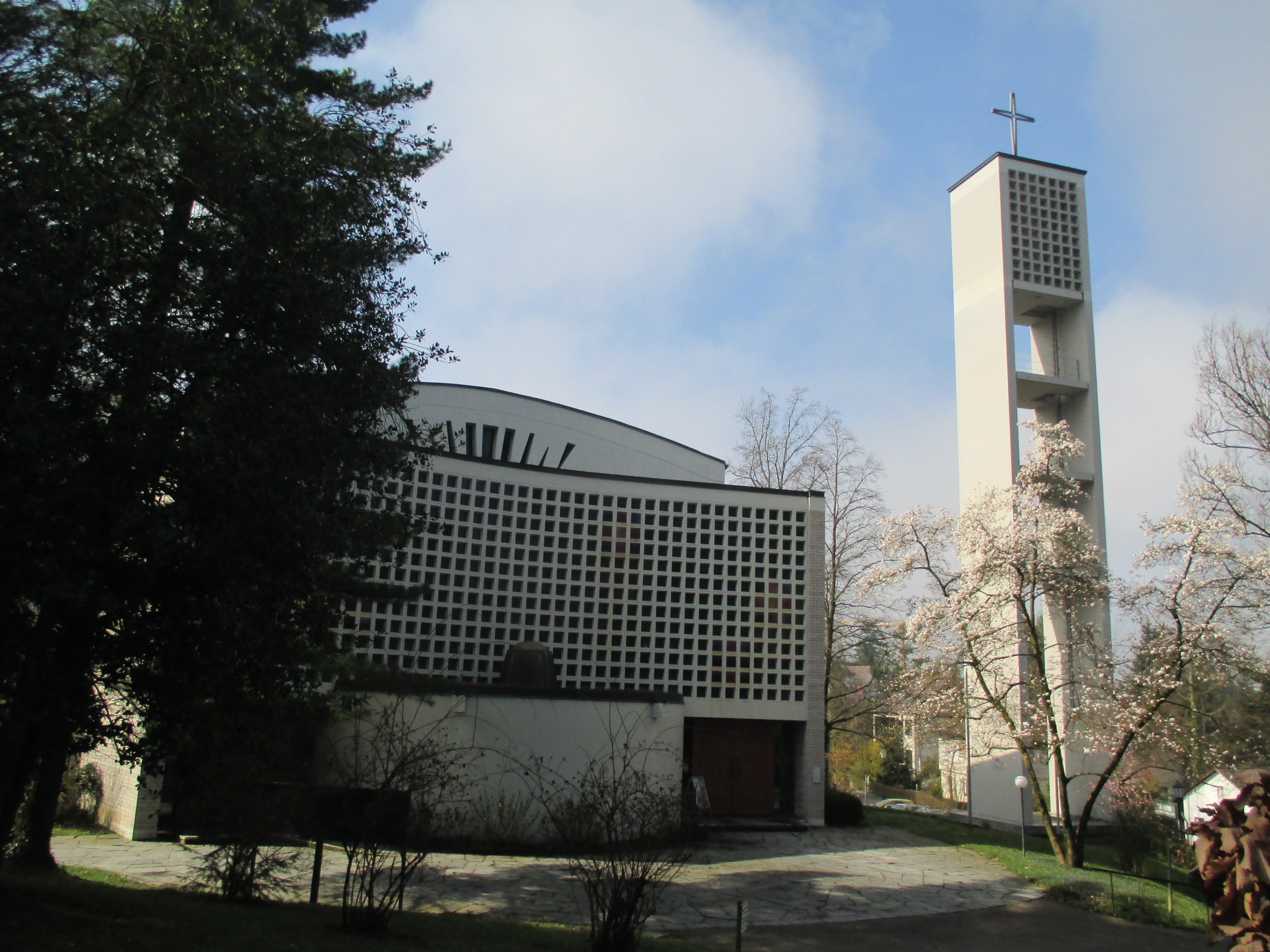
Katholische Kirche St. Peter Badenweiler (April 2015)

Ab 1958 errichtete die katholische Kirchengemeinde in Ergänzung der zu klein gewordenen Marienkapelle mit dem Architekten Erwin Heine aus Freiburg die Kirche St. Peter. Ihre Grundsteinlegung erfolgte am 16. November 1958, die Weihe durch den amtierenden Freiburger Erzbischof Hermann Schäufele am 27. März 1960. Der Apostel Simon Petrus wurde als Kirchenpatron gewählt, weil sich in Badenweiler 1556 vor der Reformation schon einmal eine Peterskirche befunden hatte: Einer deren letzten Priester war der Dekanus Wernherus Buger gewesen († 1521); seine Grabplatte wurde zur Erinnerung an die ehemalige Kirche in der rechten Seitenwand der neuen eingebaut.
Im Innern finden sich eine blaue Altarwand, gestaltet von Hubert Kirchgäßner aus Remscheid, ein Tabernakel, Ambo und Kreuzweg-Motiv von Josef Henger aus Ravensburg sowie ein Taufstein von Franz Gutmann aus Münstertal sowie eine Klais-Orgel mit 25 Registern von 1969. Die Buntglasfenster in der Taufkapelle wurden von Hans-Günther van Look, die des Kirchenraums von Angela von Hofer gestaltet.
Im getrennt errichteten Kirch- bzw. Glockenturm ist ein Geläute mit vier Kirchenglocken in den Tönen es, f, b und g aufgehängt: sie sind mit dem Geläut der evangelischen Kirche abgestimmt.

## Politik
- SPD: 4
- Grüne: 2
- BfB/FDP: 2
- ZB: 2
- CDU: 4

### Gemeinderat
Die Kommunalwahl vom 9. Juni 2024 führte zu folgender Verteilung der 16 Sitze (2014: 14 Sitze) im Gemeinderat (in Klammern der Unterschied zur vorigen Wahl 2019):
| Partei/Liste        | Stimmenanteil | Sitze   | (+/−) |
| ------------------- | ------------- | ------- | ----- |
| Grüne               | 12,7 %        | 2 Sitze | (− 2) |
| SPD                 | 32,1 %        | 4 Sitze | (± 0) |
| CDU                 | 26,2 %        | 4 Sitze | (+ 1) |
| BfB/FDP             | 15,2 %        | 2 Sitze | (± 0) |
| Zukunft Badenweiler | 13,8 %        | 2 Sitze | (+ 2) |

### Bürgermeister

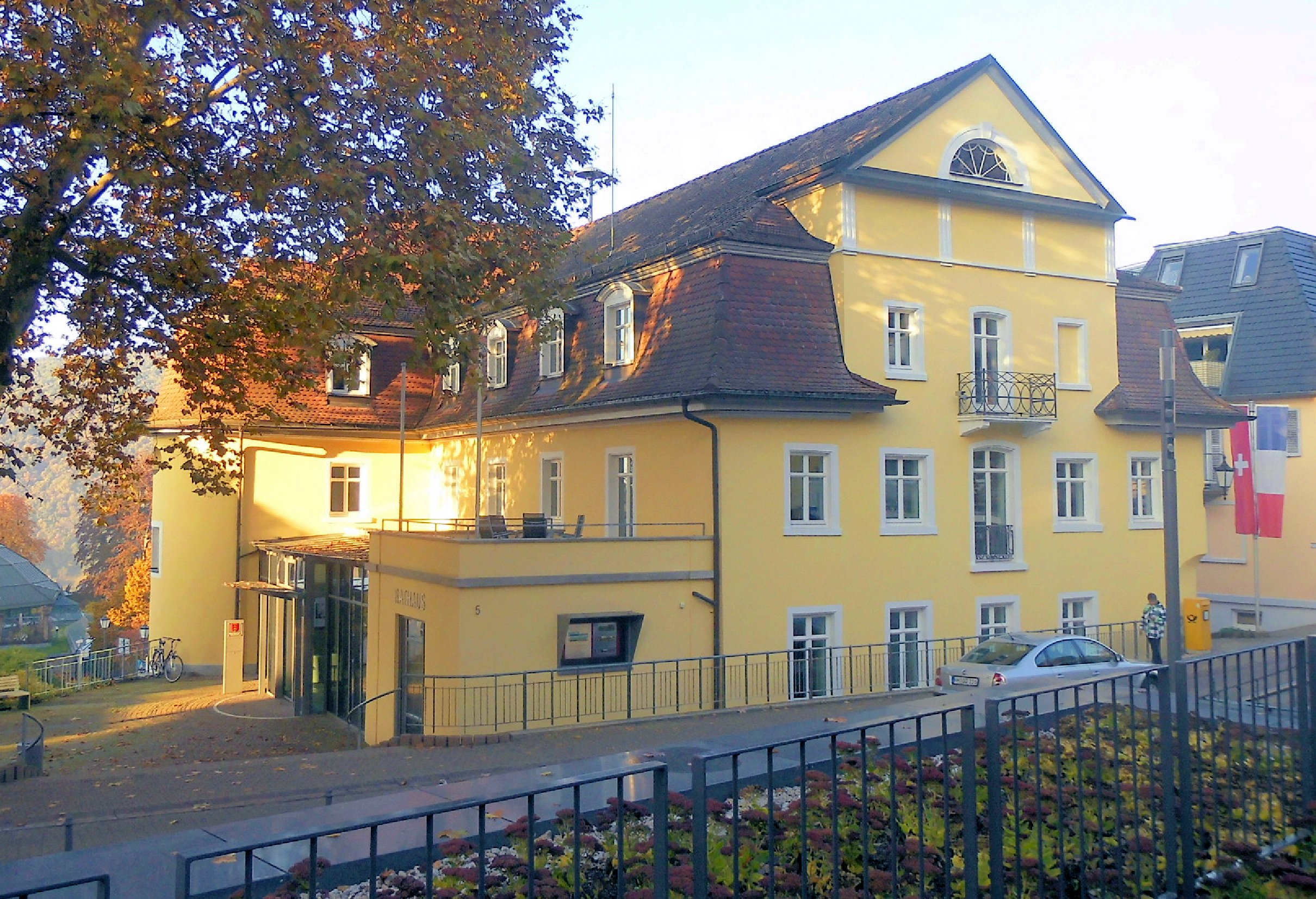
Rathaus Badenweiler

Bürgermeister von Badenweiler war seit 1991 Karl-Eugen Engler (CDU). Bei der Bürgermeisterwahl am 12. April 2015 wurde er bei einer Wahlbeteiligung von 59,19 % mit 59,24 %  zum dritten Male im Amt bestätigt und blickt daher auf eine über 25 Jahre andauernde Tätigkeit zurück.
Nachdem Engler seinen Rücktritt zum Ende des Jahres 2019 angekündigt hatte, wurde am 13. Oktober 2019 Vincenz Wissler (FDP) zum neuen Bürgermeister gewählt. Er setzte sich im ersten Wahlgang mit 70,82 % gegen vier Mitbewerber durch. Die Wahlbeteiligung lag bei 56,66 %. Er trat sein Amt im Januar 2020 an.

### Gemeindepartnerschaften
- Mit Vittel im Département Vosges (Frankreich), ebenfalls ein Kurort, besteht seit 1957 eine Gemeindepartnerschaft, welche 2017 im Rahmen des 60-jährigen Jubiläums der Unterzeichnung des Partnerschaftsvertrages in beiden Gemeinden gefeiert wurde.
- Eine Gemeindefreundschaft/Kulturpartnerschaft besteht mit Taganrog in Russland, der Geburtsstadt des in Badenweiler verstorbenen Anton Pawlowitsch Tschechow, die aufgrund des russischen Überfalls auf die Ukraine auf unbestimmte Zeit[33] ausgesetzt wurde.

## Wirtschaft und Infrastruktur

### Wirtschaft
Haupterwerbszweige in Badenweiler sind der Tourismus sowie der Kurbetrieb mit seinen Thermalbädern, Rehakliniken, Sanatorien, Hotels, Pensionen und Gästezimmern.
Dazu kommen die Handwerks- und Dienstleistungsbetriebe im Zusammenhang mit dem Kur- und Tourismusbetrieb.
Darüber hinaus gibt es Winzer-, Landwirtschafts- und Holzgewinnungsbetriebe. Von der Römerzeit bis in die Mitte des 19. Jahrhunderts wurde in und um Badenweiler Eisen-, Blei- und Silbererz abgebaut und bis in die heutige Zeit Granit und Porphyr aus Steinbrüchen gewonnen.
Eine Liste von 1758 zählt auf den neun Kilometern des Klemmbachs zwischen Müllheim und Oberweiler mit Schweighof 13 Getreidemühlen mit zusammen 30 Mahlwerken auf, was als „ausreichend zur Versorgung von 10.000 Menschen“ genannt wird – Müllheim zählte 1812 1709 Einwohner, Nieder-, Ober- und Badenweiler zusammen ca. 1.500 – hierfür hätten drei Mühlen ausgereicht: Die Kunden der örtlichen Mühlen kamen auch aus den umliegenden Orten ohne eigene Mühlen oder waren auch „Wälder“ (aus dem Wiesental), welche im Rheintal Getreide gekauft hatten und es auf dem Heimweg mahlen ließen.
In Oberweiler wird noch heute eine historische Ölmühle zeitweise mit dem Wasser des Klemmbachs betrieben.

#### Tourismus
Die Ursprünge des Tourismus in Badenweiler sind wohl bereits in der Römerzeit zu suchen. Eine erste Blüte in neuerer Zeit erlebte das Fremdenverkehrsgewerbe im frühen 19. Jahrhundert. Der Transport von Personen und Lasten auf Eseln vom Bahnhof Müllheim über Niederweiler, Oberweiler und zurück, auch auf den Hausberg Hochblauen kann als Vorläufer des heutigen öffentlichen Personennahverkehrs betrachtet werden. Der fleißigen Tiere wird heute mittels eines kleinen Denkmals im Kurpark und im Namen der lokalen Fastnachtszunft Eselstupfer (Zunftruf I A) erinnert.
Außerdem können Gäste des Kurorts mit kleinen elektrisch betriebenen Fahrzeugen, die Esel genannt werden, durch den Ort kutschiert werden.

### Verkehr
Zwischen dem 15. Februar 1896 und dem 22. Mai 1955 war Badenweiler durch die Bahnstrecke Müllheim–Badenweiler mit dem Nachbarort Müllheim (Baden) verbunden. Derzeit betreibt die Südwestdeutsche Verkehrs AG eine Buslinie nach Müllheim.
Ostwärts führt der Sirnitzpass nach Neuenweg ins Kleine Wiesental. Auf dem Gemeindegebiet befindet sich auch der Egertenpass ins Kandertal. Auf der Passhöhe befindet sowohl die Gemeinde- wie die Kreisgrenze.

### Bildung
In Badenweiler gibt es neben der René-Schickele-Grundschule mit Ganztagesschule auch zwei Kindergärten, einen direkt neben der Schule und eine Außenstelle in der Ortschaft Schweighof. Weiterbildende Schulen befinden sich in Müllheim.

## Kultur
- Überregionale Bedeutung im Bereich der Avantgardemusik haben die jährlich stattfindenden Badenweiler Musiktage, ehemals Römerbad-Musiktage.
- Der 2009 nach Badenweiler gezogene Literaturwissenschaftler und Schriftsteller Rüdiger Safranski regte die Badenweiler Literaturtage an, die ebenfalls jährlich stattfinden.
- Im Großherzoglichen Palais finden regelmäßig Kunstausstellungen sowie sonntägliche Matineen mit Bühnenaufführungen statt.

## Erholung
Überregional: historischer Bettlerpfad von Badenweiler nach Merzhausen.
Regional: Der über 205 Jahre alte Kurpark, die Sophienruhe (Felsformation oberhalb der Gemeinde), verschiedene Wanderpfade usw.

## Sehenswürdigkeiten
siehe auch Liste der Kulturdenkmale in Badenweiler

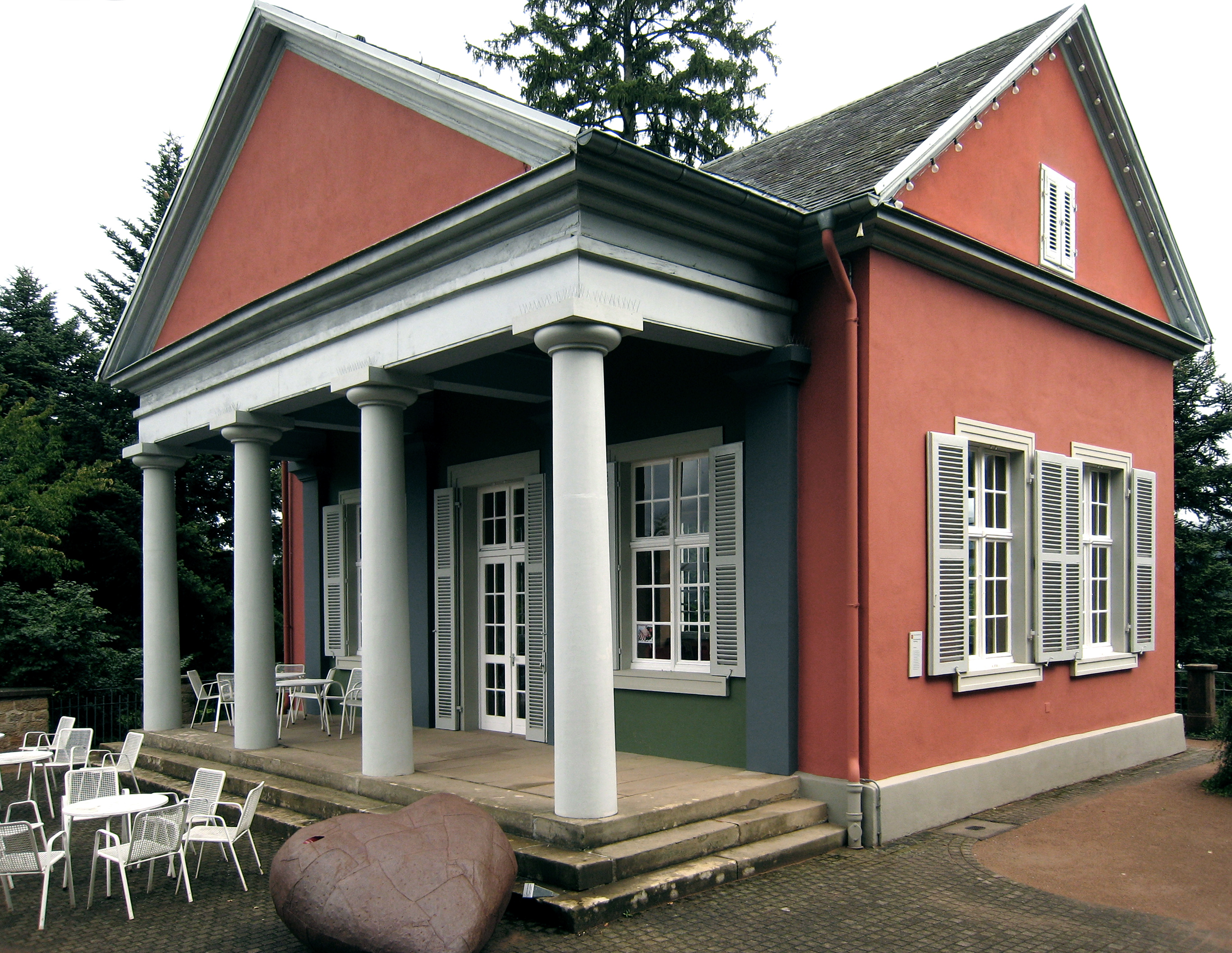
„Lustschlösschen“ Belvedere

### Belvedere
Das Belvedere befindet sich unterhalb der Burgruine. 1811 bis 1813 wurde es auf Initiative des Kreisdirektors August von Kalm im klassizistischen Baustil Friedrich Weinbrenners als „Lustschlösschen“ gebaut. Die Großherzogin Stephanie von Baden schätzte es während ihres Aufenthaltes in Badenweiler sehr. Um 1900 diente das Gebäude als anglikanische Kirche, von 1930 bis 1933 war es das Atelier des Malers Emil Bizer: Heute wird es für Ausstellungen sowie für standesamtliche Trauungen genutzt.

### Cassiopeia-Therme

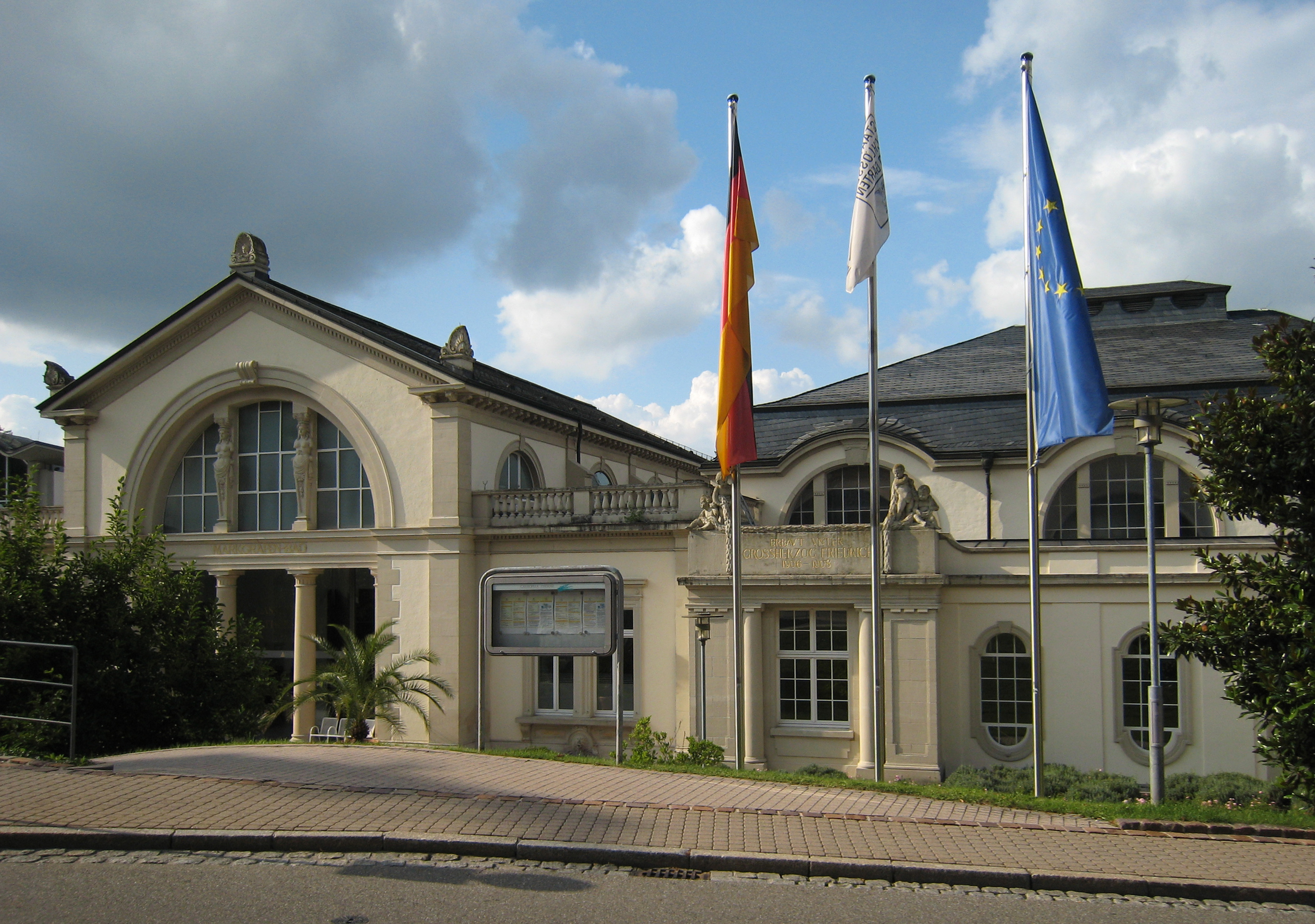
Markgrafenbad – Ursprung der Cassiopeia-Therme

Die Cassiopeia Therme ist aus dem ehemaligen Markgrafenbad (erbaut 1874–1875 von Heinrich Leonhard) nach dessen Umbau entstanden. Sie besteht aus verschiedenen Thermalbädern mit einer Wasserfläche von über 1.000 m². Darin befindet sich das Kuppelbad mit 32 °C Wassertemperatur mit seiner architektonischen Kombination aus Licht und Wasser, welche mit dem Deutschen Stahlbaupreis ausgezeichnet wurde. Des Weiteren gibt es das Marmorbad mit 34 °C. Es hat eine „Badegrotte“ mit 36 °C und ein Kaltwasserbecken mit 12 °C Wassertemperatur. Draußen befindet sich das Außenschwimmbecken mit den Sonnenterrassen. Man blickt von dort auf den Kurpark und die Römische Badruine. Es ist mit einem Strömungskanal, Nackenduschen und dem Rundbecken mit 30 °C Wassertemperatur ausgestattet.

#### Lindebad
Dieses Gebäude wurde 1958 unter dem hier namensgebenden Architekten Horst Linde errichtet. 2004 wurde es für 10 Mio. Euro saniert. Im heutigen Wellness-Saunenbereich Lindebad befinden sich eine Saunalandschaft und eine Wellness-Oase.

### Großherzogliches Palais

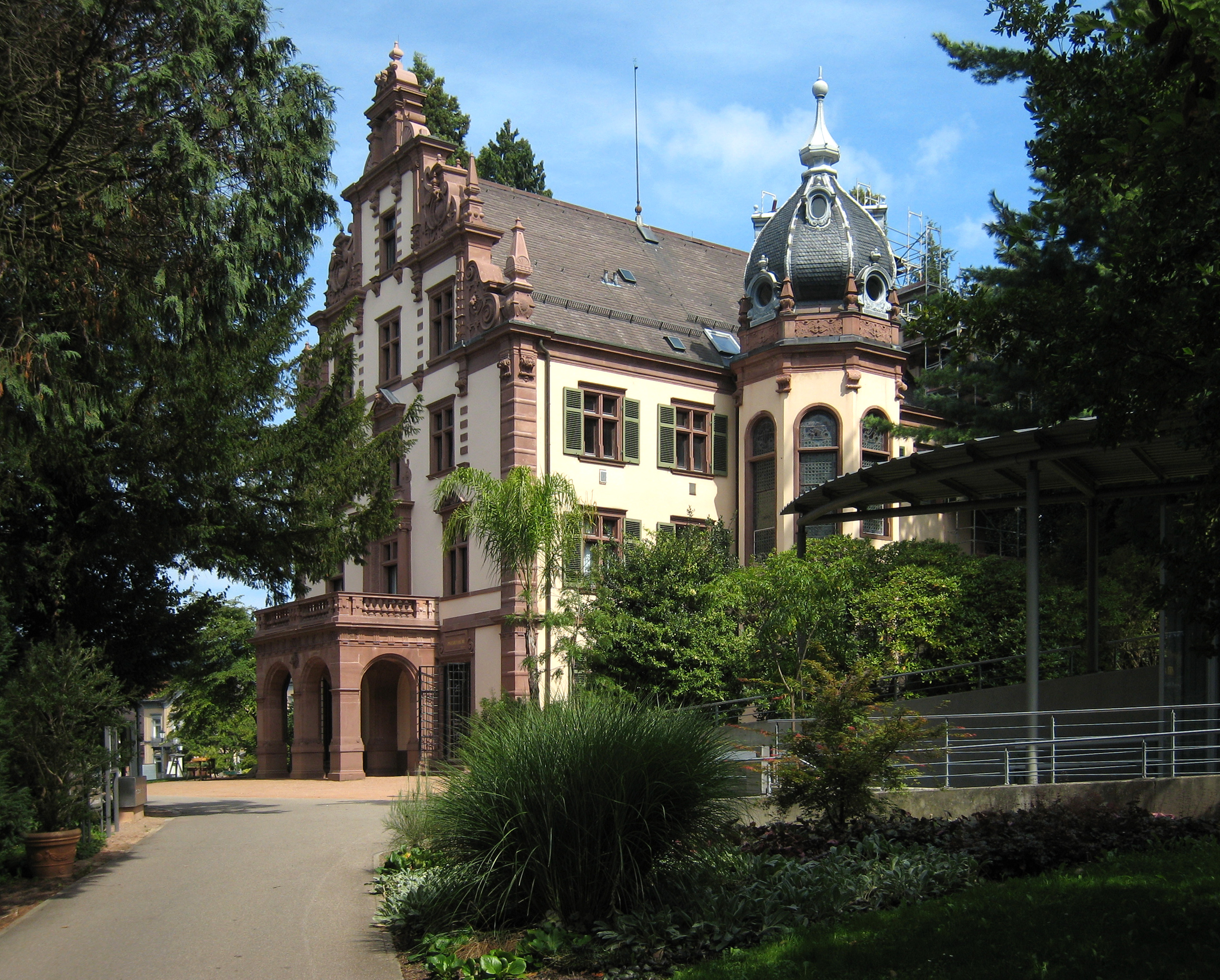
Großherzogliches Palais

Das Großherzogliche Palais wurde 1587 als Amtshaus der Markgrafen von Baden erbaut. Bis 1689 wurde es mit Unterbrechungen als Oberamtssitz genutzt. 1727 wurde der Amtssitz nach Müllheim verlegt. Von 1887 bis 1888 wurde das Palais unter Großherzog Friedrich I. von Baden zur Großherzoglich Badischen Sommerresidenz umgebaut. Der Umbau wurde durch Hofbaudirektor Friedrich Hemberger im Baustil der Neorenaissance durchgeführt. Der dazugehörende Schlosspark wurde durch den großherzoglichen Hofgärtner Ernst Krautinger angelegt. Bis 1952 war das Palais im Besitz des Hauses Baden, danach wurde es Besitz der Gemeinde Badenweiler; heute beherbergt es verschiedene Kunstausstellungen, zusätzlich werden Musikveranstaltungen im Rahmen von sonntäglichen Matineen durchgeführt. Veranstalter der Kunstausstellungen und der Matineen ist der gemeinnützige Verein KunstPalais Badenweiler e. V. Nachdem das Land 2018 das Gebäude wieder übernahm und sanierte, wurde der Mietvertrag mit dem Verein nicht mehr verlängert, der sich als Folge davon auflöste.

### Kurpark

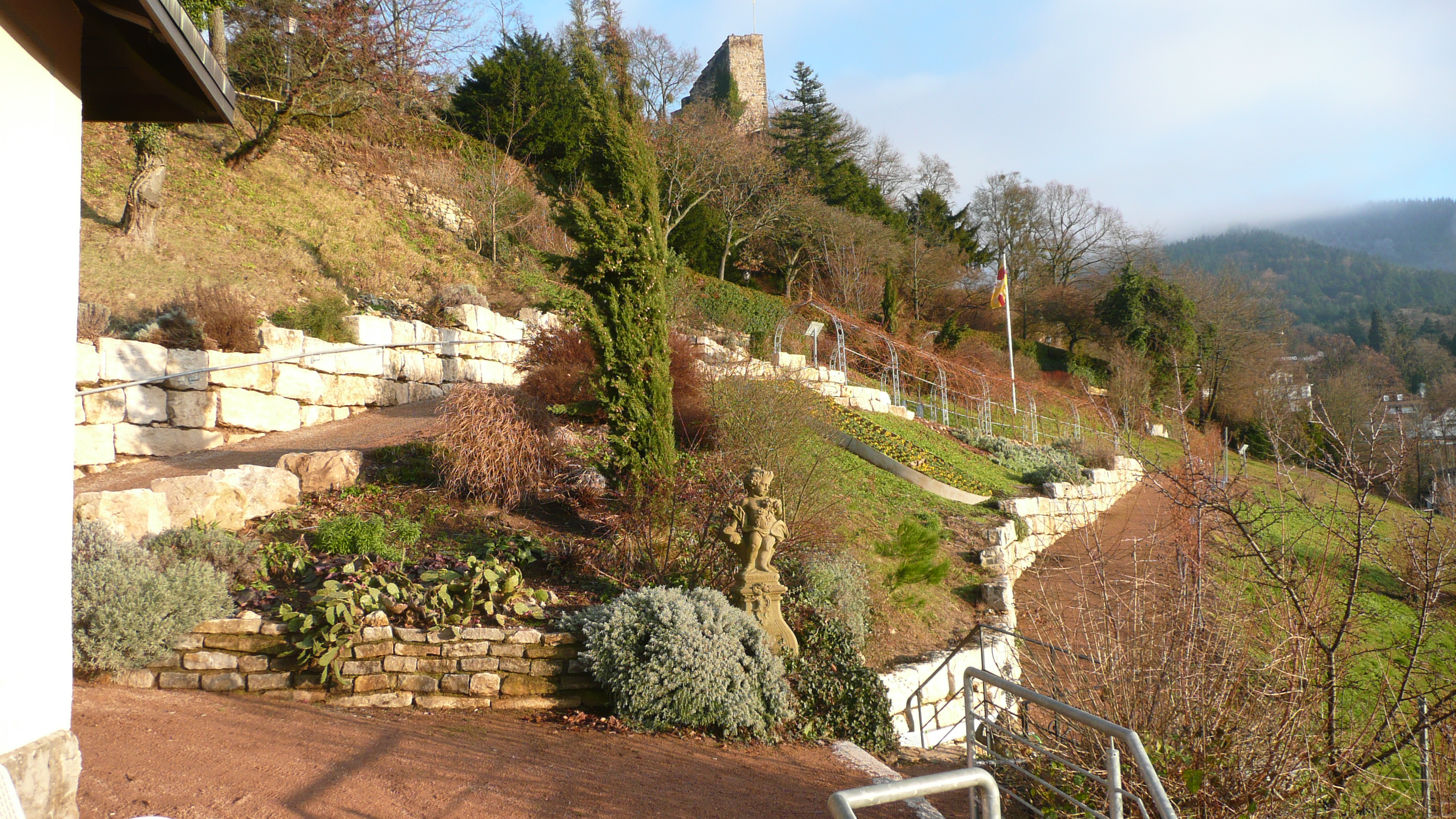
Hildegard-von-Bingen-Garten, Blickrichtung Südosten

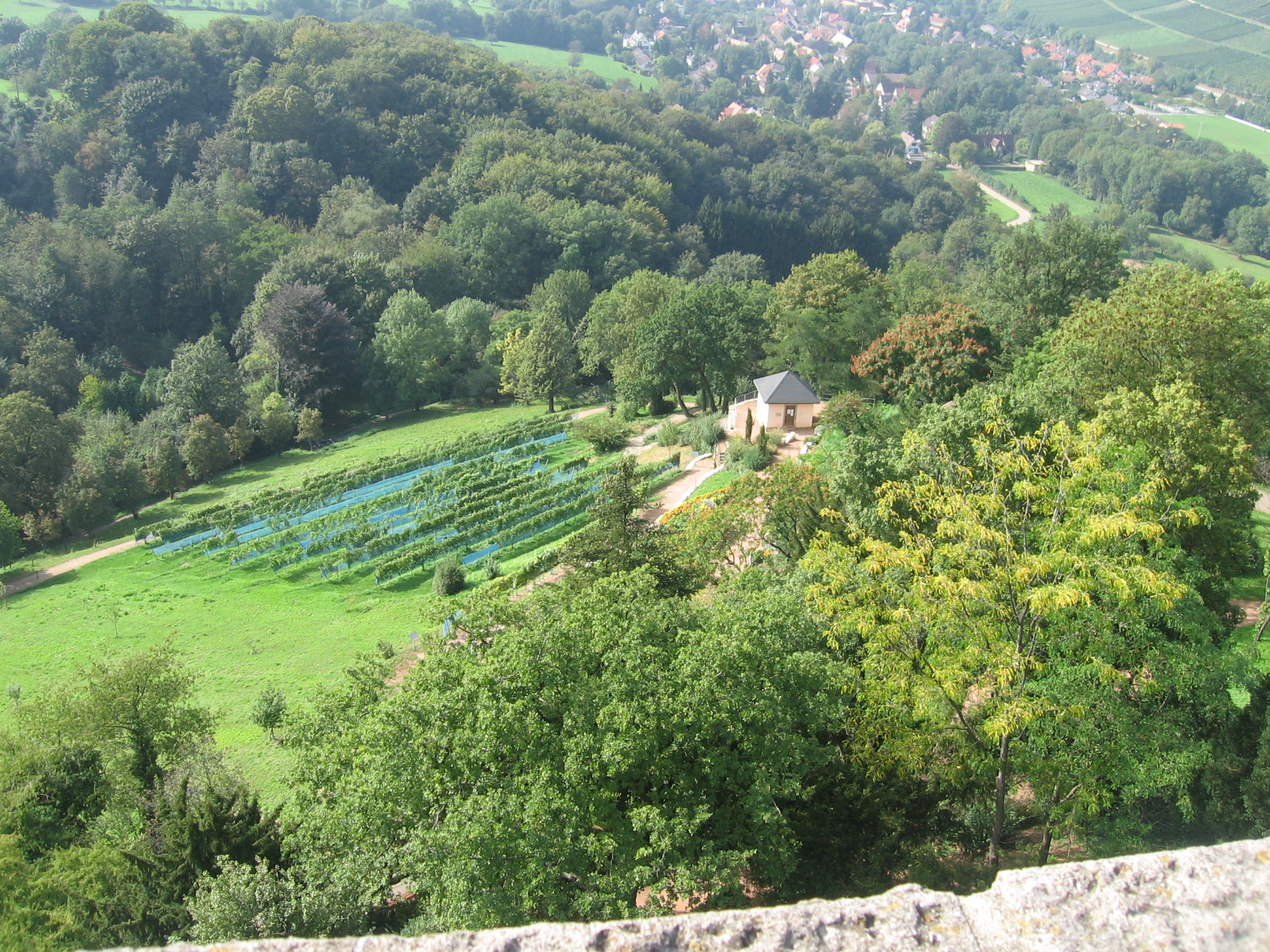
Blick herunter vom Kurpark Richtung Nordwesten auf den Gutedelgarten, am oberen Bildrand: Niederweiler (Müllheim)

Der Kurpark wird überragt von der mächtigen Burgruine. Er liegt im Einfluss eines Warmluftstroms aus dem Südwesten von der burgundischen Pforte. Wegen des mediterranen Klimas sind hier viele südländische und subtropische Pflanzen zu sehen. Man findet Oleander, Hibiskus, Magnolien, riesige Zedern und Mammutbäume, Bananen, Zitronen, Palmen, Eukalyptus, Bambus und zahlreiche einheimische Pflanzen. Der Kurpark ist mit zahlreichen Wanderwegen und Panoramaplätzen um den Burghügel angelegt. Vom Burghügel hat man einen herrlichen Blick ins Markgräflerland sowie in die Rheinebene und zum Berg Blauen. Der Kurparkteich wurde 2006 neu angelegt.
Auf der Westseite des Kurparks wurde zu Beginn der 2000er Jahre ein „Hildegard-von-Bingen-Garten“ angelegt, in dem auf Beeten entlang der Stützmauer mit einer Vielfalt von Heilpflanzen das Heilkundewissen der Äbtissin Hildegard von Bingen (1098–1179) gezeigt wird.
Unterhalb des Hildegard-von-Bingen-Gartens schließt der Gutedelgarten, ein rebenbotanischer Schaugarten, an. In diesem Garten sind Gutedelreben in allerlei Variationen und Mutationen angebaut. Die Pflanzung wurde ergänzt durch zahlreiche Neuzüchtungen pilzwiderstandsfähiger Tafeltrauben-Sorten.

### Ruine Burg Baden

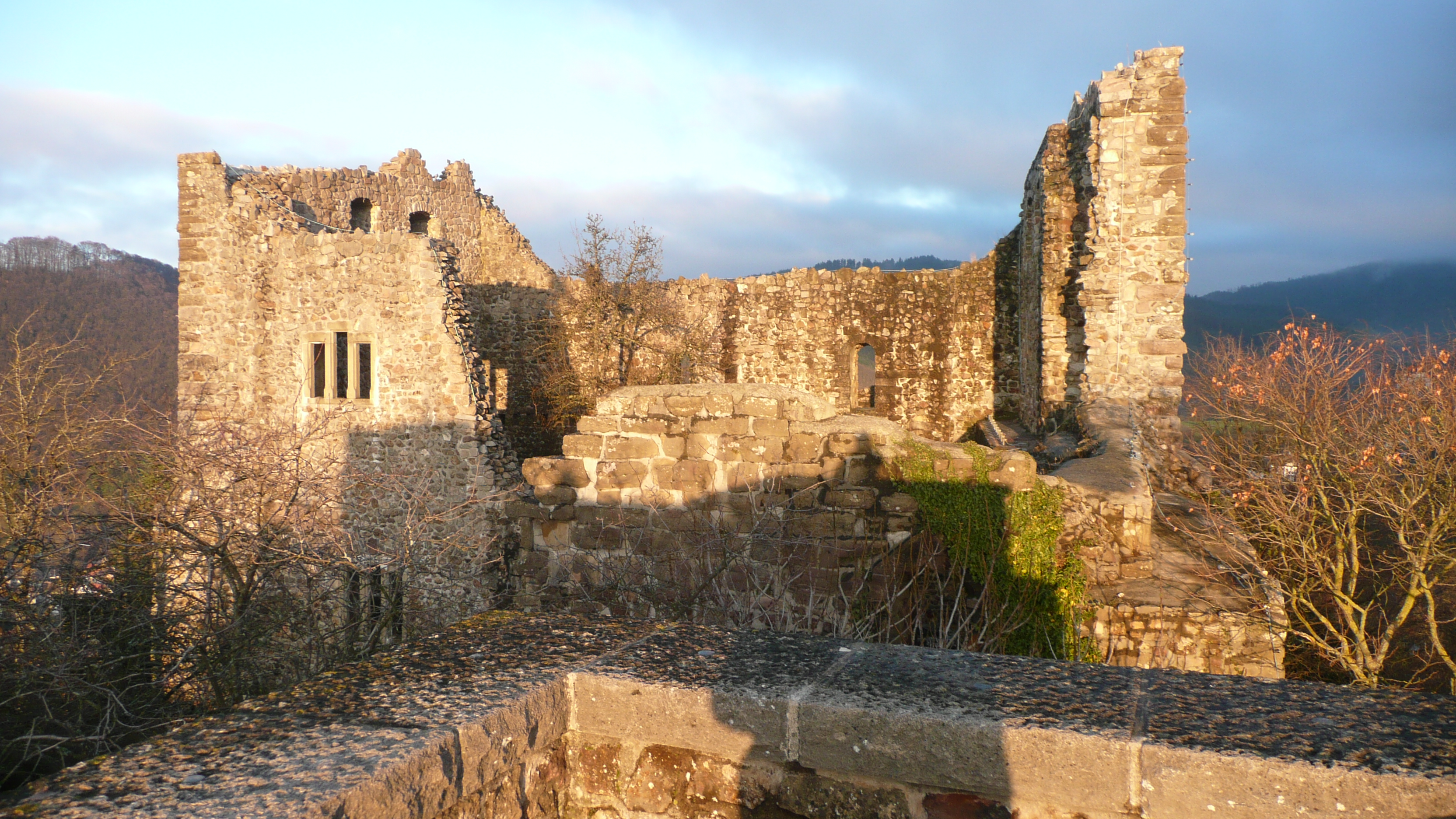
Ruine der Burg Baden, Blick von Westen vom Bergfried, Januar 2009

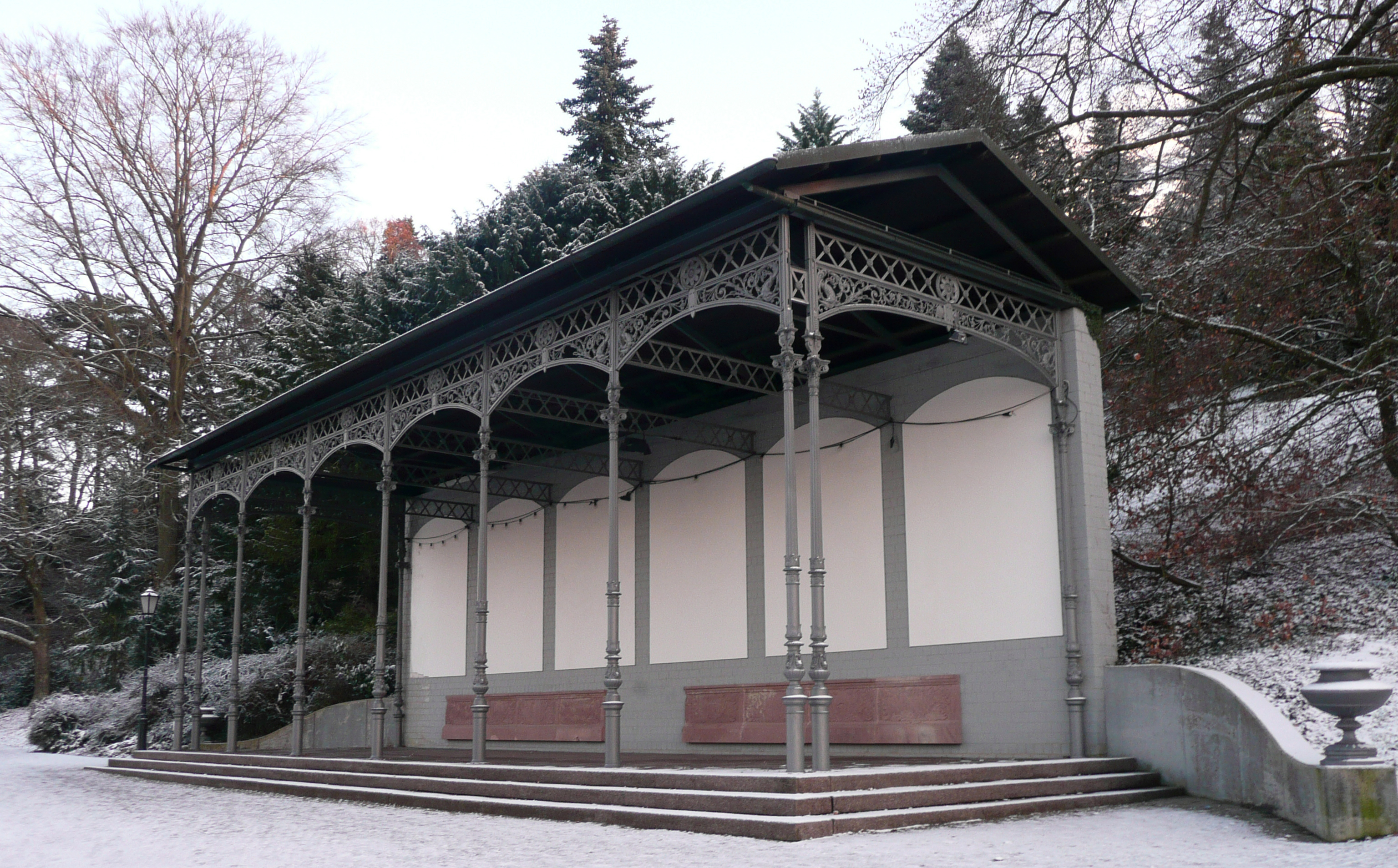
„Wandelbahn“ am „Vogesenblick“ (Nordseite Burgberg, Januar 2010)

Über Kurpark und Ort erhebt sich der „Burgberg“ mit der Ruine der Burg Baden: Urkundlich erstmals erwähnt wurde die Burg der Zähringer Herzöge im Jahr 1122. Ab 1147 war sie Eigentum Heinrichs des Löwen, wurde 1158 von Kaiser Friedrich I. erworben und fiel spätestens nach dessen Tod 1190 wieder an die Zähringer. 1398 gehörte sie als Pfandschaft zu Vorderösterreich, und 1404 bis 1406 diente sie der Herzogin Katharina von Burgund als Wohnsitz. Während des Holländischen Krieges 1678 wurde die Burg Baden von den Truppen Ludwigs XIV. zerstört.

### Ruinen römisches Bad „Aqua Villae“
Unterhalb der Cassiopeia-Therma haben bereits die Römer im Jahre 75 nach Christus eine römische Siedlung errichtet, sie trug vermutlich den Namen Aquae Villae (Wasserstadt). Sie war der Göttin Diana Abnoba geweiht, wie aus einem bei der Ausgrabung gefundenen Weihestein hervorgeht. In der römischen Badruine sind noch deutlich die einzelnen architektonischen Bestandteile eines römischen Bades zu sehen, welches unterteilt ist in einen Heiß-, Warm- und Kaltbadebereich. Reste des römischen Hypokaustums eines Vorläufers der modernen Fußbodenheizung, sind hier auch zu sehen. Das Bauwerk ist symmetrisch angelegt und gilt bis heute als die größte und kostbarste Thermenruine nördlich der Alpen. Unter dem Markgrafen Karl Friedrich wurden 1783 die Badeanlagen wiederentdeckt und ausgegraben. Die bereits von den Römern genutzten Thermalquellen, deren wärmste eine Temperatur von 26,4 Grad Celsius hat, begründeten Badenweilers Ruf als Kurort. Damit die Badruine nicht weiter durch die Witterungseinflüsse zerfällt, wurde 2001 über ihr ein transparentes und luftiges Glasdach erbaut, um sie zu schützen. Eine Dauerausstellung vermittelt ein Bild der hohen römischen Badekultur.

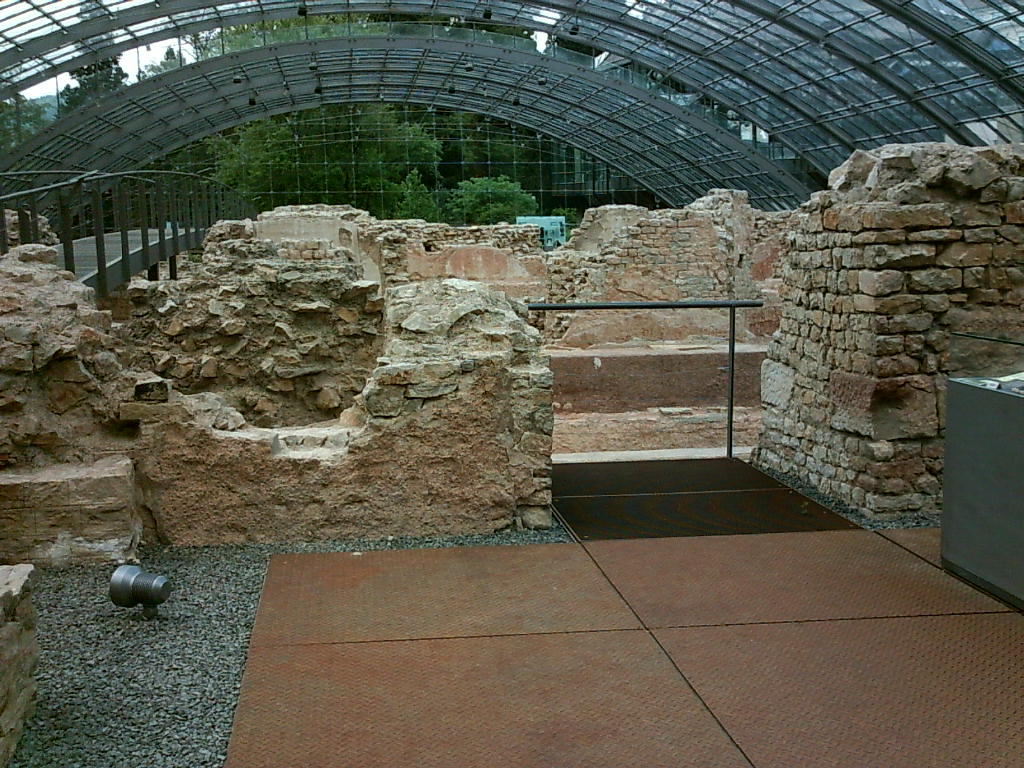
Antike Thermen
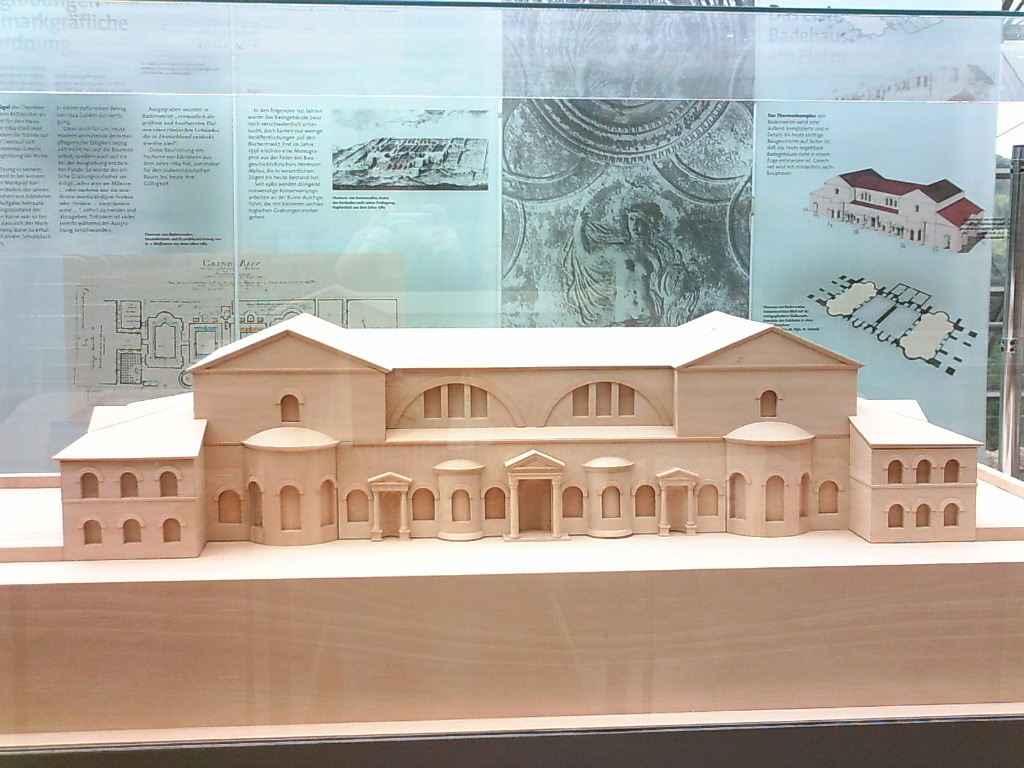
Rekonstruktion
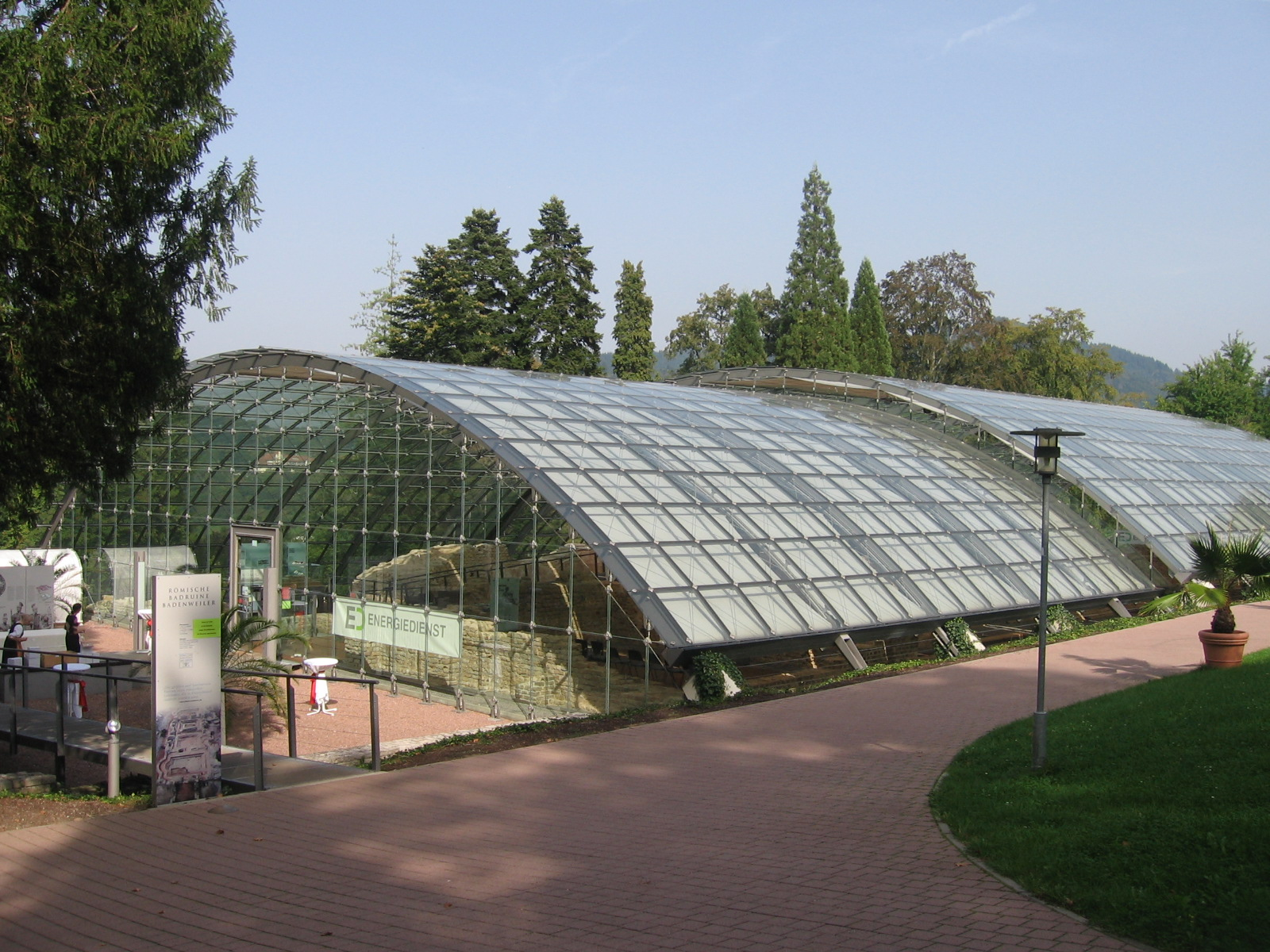
Eingang und Dach
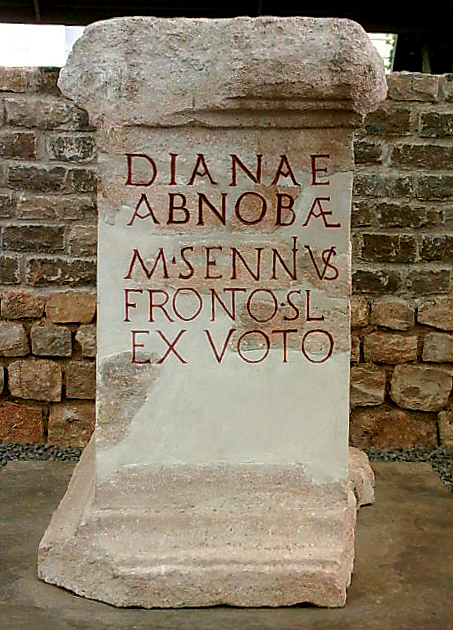
Weihealtar für Diana Abnoba

### „Sommercafe“ von Horst Linde
1947 bis 1950 konnte der bekannte süddeutsche Architekt Horst Linde in der Badstraße, der Waldstraße von Badenweiler nach Schweighof gegenüber vom ehemaligen Sanatorium „Waldeck“ sein Erstlingswerk nach dem Krieg errichten: das „Sommercafe“. In den 1970er Jahren übernahm die ehemalige Landesversicherungsanstalt (LVA) Baden (heute „Deutsche Rentenversicherung Baden-Württemberg“) das Gebäude und machte daraus einen „therapeutischen Werkraum“. Horst Linde ist auch der Architekt des 1958 neben dem Markgrafenbad errichteten Lindebad.

### Tschechow-Salon
Der Tschechow-Salon ist ein literarisches Museum und war bis Juli 2015 im Kurhaus untergebracht. Heute befindet sich das Museum, das noch erweitert wurde und seitdem auch andere mit Badenweiler verbundene Schriftsteller würdigt, im Rathaus von Badenweiler (Ernst-Eisenlohr-Straße 4). Dieses Museum ist aber weiterhin schwerpunktmäßig dem russischen Schriftsteller, Novellisten und Dramatiker Anton Pawlowitsch Tschechow gewidmet. Er wurde am 29. Januar 1860 in der südrussischen Hafenstadt Taganrog in einem kleinen Haus in der Polizejskaja-Straße („Polizeistraße“) als drittes Kind von insgesamt sechs Geschwistern geboren. Aufgrund seiner Lungentuberkulose zog er nach Jalta auf die Halbinsel Krim an der Schwarzmeerküste um. Im Sommer 1904 reiste er nach Badenweiler. Dort verstarb er am 15. Juli (nach anderen Quellen am 14. Juli) des Jahres. Das Grab des Dramatikers befindet sich in Moskau. Das Museum erinnert mit Zeitzeugnissen, Bildern, Briefen und Texten an den berühmten Schriftsteller. Unterhalb der Burgruine befindet sich das Denkmal Tschechows.

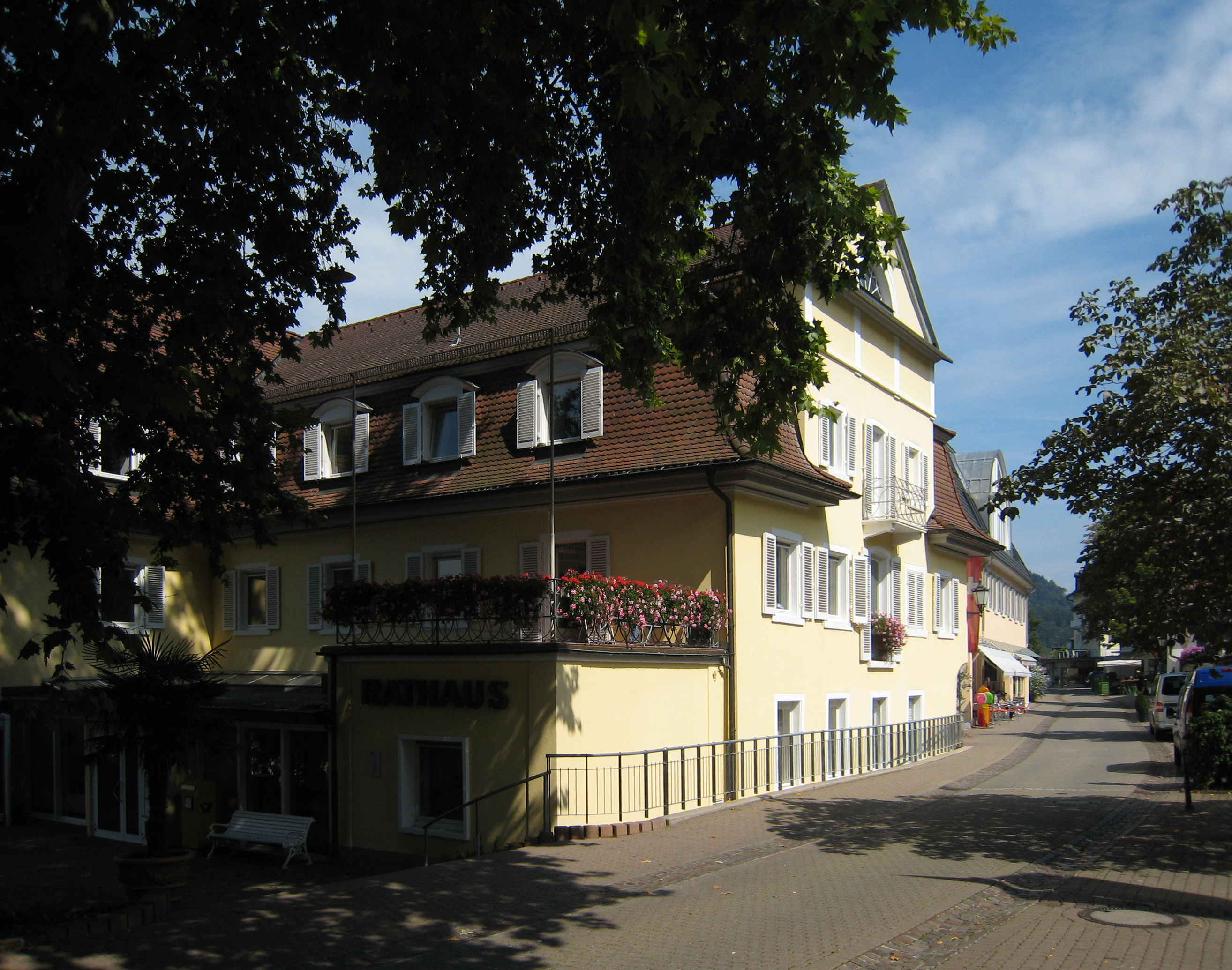
Rathaus mit Tschechow-Salon
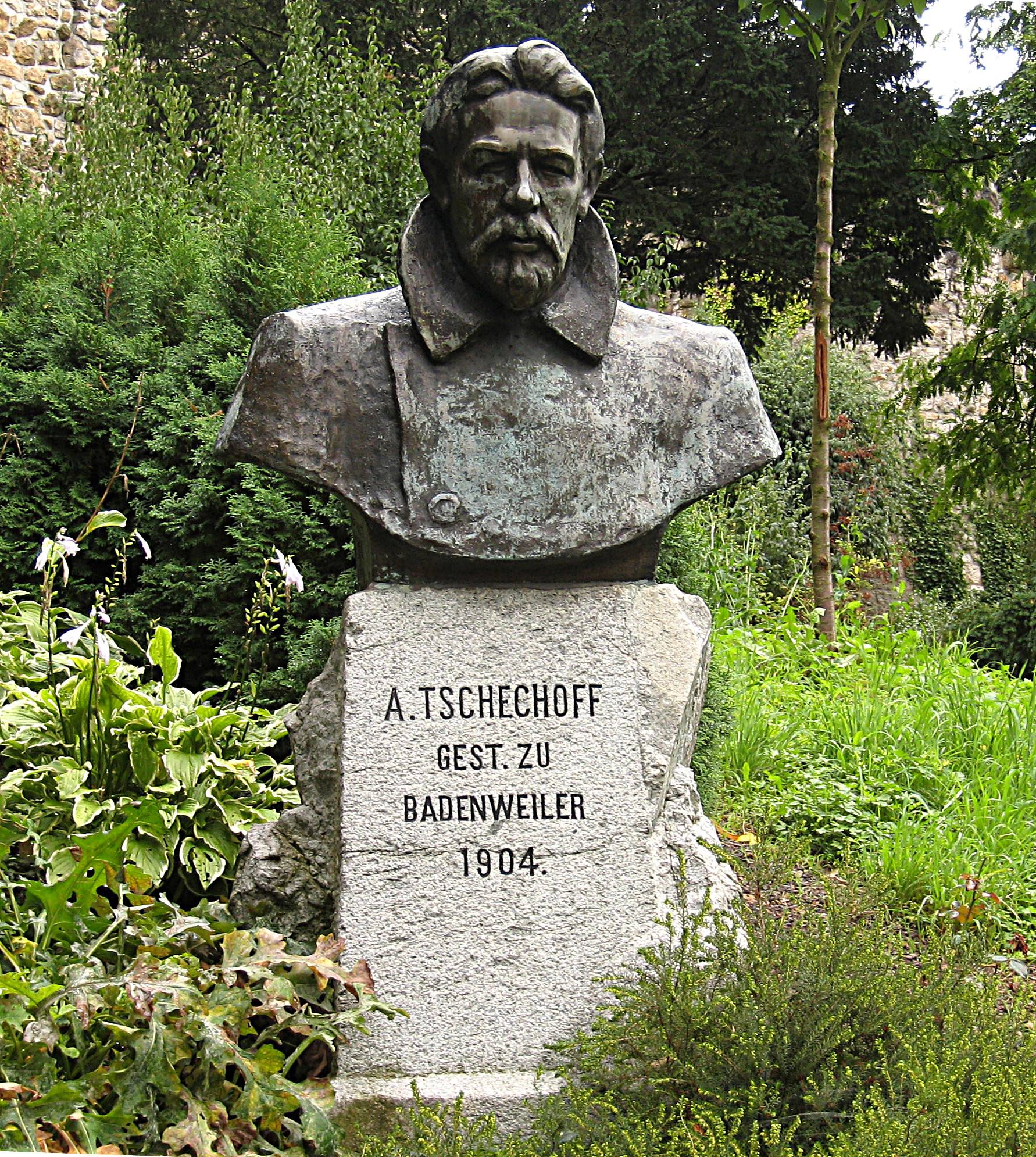
Tschechow-Denkmal (Kurpark)
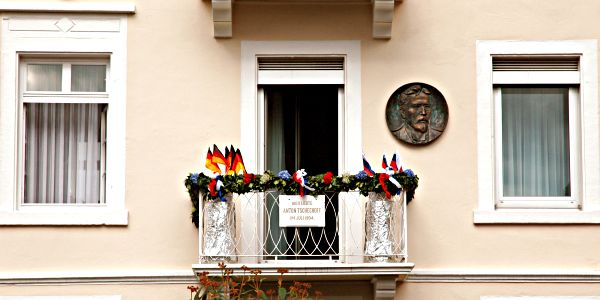
Hier starb Tschechow 1904 (Hotel Sommer, heute Park-Therme)
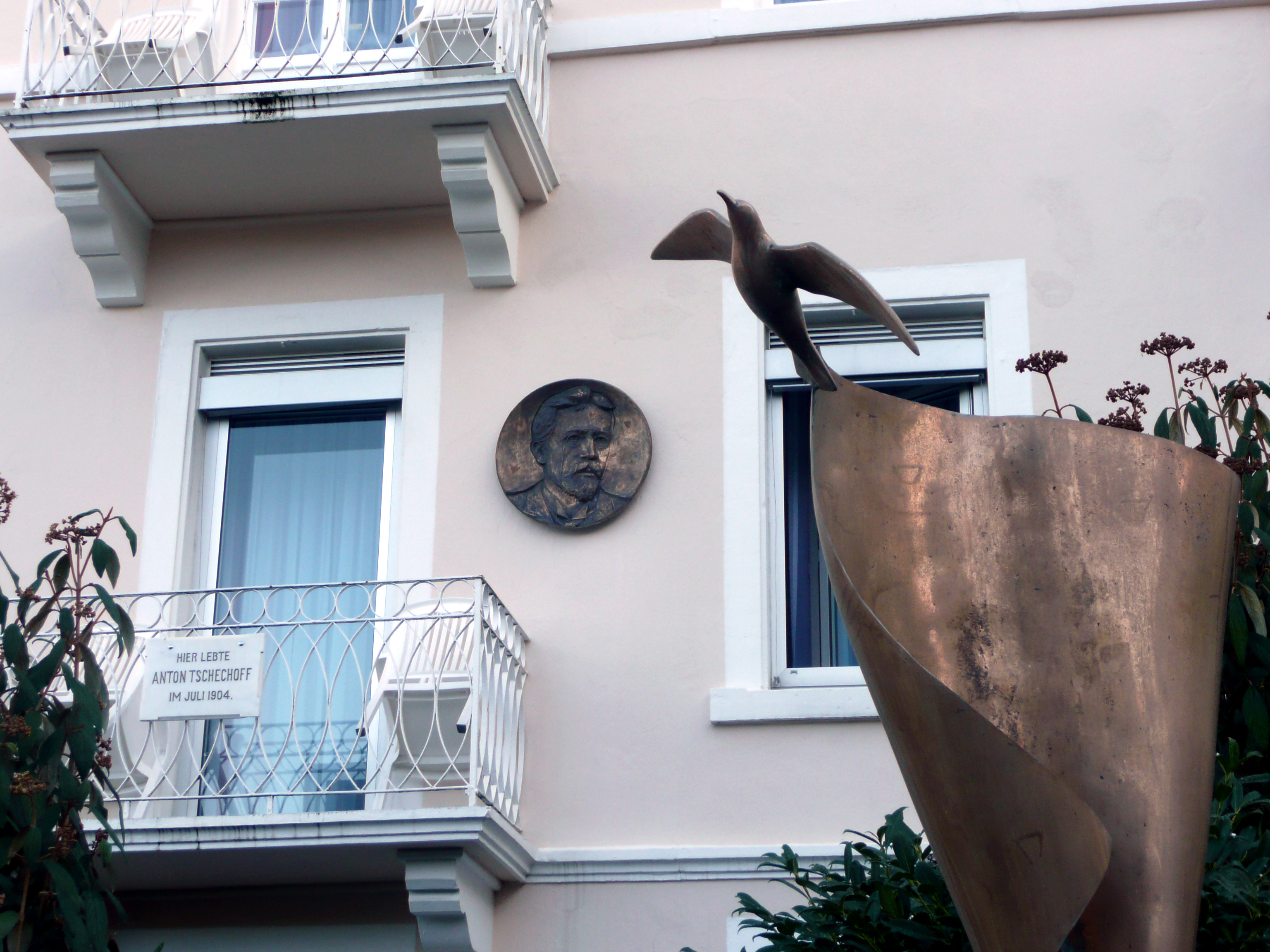
Derselbe Balkon, mit Statue „Die Möwe“, Anton-Tschechow-Platz

## Persönlichkeiten

### Söhne und Töchter der Stadt
- Albert Buss-Wenger (1862–1912), Schweizer Bauunternehmer
- Gustav Faber (1912–1993), Autor zahlreicher geographisch-kulturgeschichtlicher Bücher
- Georg Adam Gmelin (1721–1799), Offizier
- Wilhelm Friedrich Gmelin (1760–1820), Kupferstecher und Maler
- Karl Christian Gmelin (1762–1837), Naturforscher und Botaniker
- Ernst Goldschmidt (1931–2023), Filmproduzent und Manager
- Hermann Grenacher (1843–1923), Zoologe
- Julius Levi-Mager, ehemaliger Hotelier des „Bellevue“, damals Mittelpunkt des jüdischen Lebens am Ort[22]
- Martin Venedey (1860–1934), Rechtsanwalt, Landtagsabgeordneter
- Fanny Moser (1872–1953), Meeresbiologin und Parapsychologin
- Mentona Moser (1874–1971), Schriftstellerin und kommunistische Funktionärin
- Wolfgang Alexander Thomas-San-Galli (1874–1918), Musikschriftsteller
- Erwin Hasenclever (1880–1914), Jurist, Bergbaumanager und Politiker
- Alfred Saupe (1925–2008), Physiker
- Ernst Scheffelt (1885–1969), Biologe und Heimatforscher

### Weitere Persönlichkeiten mit Verbindungen zu Badenweiler
- Der Landschaftsmaler Emil Bizer, die Schriftstellerin Annette Kolb, der Schriftsteller René Schickele und der Maler Oskar Schlemmer ließen sich in Badenweiler nieder und bildeten eine Maler- und „Dichterkolonie“ entlang der heutigen Kanderner Straße. Sie wurden oft von ihren Freunden Thomas Mann, Bruno Walter und Hermann Kesten besucht.

- Im Herbst 2023 wurde das Oskar-Schlemmer-Atelier- und Wohnhaus im Ortsteil (Lipburg-)Sehringen mit einem Teil seines Gartens unter Denkmalschutz gestellt;[45] eine Gedenktafel soll angebracht werden.[46]
- Zu den Persönlichkeiten, die sich in Badenweiler zur Kur aufhielten, zählen Theodor Heuss und Johannes Rau. 1935/36 verbrachte Jawaharlal Nehru, damals Vorsitzender des Indischen Nationalkongresses und von 1947 bis 1964 erster Premierminister Indiens, zusammen mit seiner Tochter Indira Gandhi fünf Monate in Badenweiler.
- Albert Fraenkel ließ sich als Landarzt in Badenweiler nieder und machte den Ort zu einem internationalen Kurort, unter anderem durch die Gründung der Sanatorien Villa Hedwig und Villa Paul. Sein prominentester Patient war Hermann Hesse, mit dem er eine lebenslange Freundschaft schloss. 1920 wurde Fraenkel Ehrenbürger der Gemeinde. In diesem Jahr zog er nach Heidelberg, wo er bis zu seinem Tod am 22. Dezember 1938 leben, arbeiten und bis zu seiner „Beurlaubung“ (Entzug der Lehrberechtigung) durch die Nationalsozialisten lehren konnte.[19]
- Der Fernsehkoch Horst Lichter lebte von 2010 bis 2020 in Badenweiler.[47]
- 1925 verstarb in Badenweiler der Künstler Ephraim Moses Lilien
- Der Schauspieler Charles Regnier (1914–2001) fand auf dem Friedhof Lipburg-Sehringen seine letzte Ruhestätte.
- Rolf Rienhardt, Jurist und rechte Hand von Hitlers Finanzberater und SS-Obergruppenführer Max Amann, hier gestorben am 16. März 1975, war die eigentliche treibende Kraft im Presseimperium des Franz-Eher-Verlags und die einflussreichste Person im Pressewesen des nationalsozialistischen Deutschen Reichs.
- Der Schriftsteller Ernst Sander lebte von 1948 bis 1960 in Badenweiler. Dort entstand unter anderem sein Dalmatinisches Abenteuer.
- Im Jahr 1904 verstarb Anton Pawlowitsch Tschechow (1860–1904), der bedeutende russische Dichter und Schriftsteller, in Badenweiler. An ihn erinnert das Tschechow-Denkmal und das Tschechow-Museum im Rathaus.
- 1900 verstarb Stephen Crane, amerikanischer Schriftsteller, an Tuberkulose.
- Konstantin Stanislawski (1863–1938), Mitbegründer des berühmten „Moskauer Künstlertheaters“, verbrachte zwischen 1908 und 1932 viele Monate seines Lebens in Badenweiler.
- Der Bauhaus-Maler, -Bildhauer und -Bühnenbildner Oskar Schlemmer (* 1888; † 1943 Baden-Baden) zog sich 1936 vor nationalsozialistischer Bedrängnis für zwei Jahre in ein im heutigen Ortsteil Sehringen errichtetes Haus zurück.[48][49]
- Der Kabarettist Georg Schramm (* 1949) lebt in Badenweiler.
- Rüdiger Safranski (* 1945), Philosoph und Schriftsteller, lebt seit 2009 in Badenweiler.
- Der Publizist und Politiker Jacob Venedey (1805–1871) betrieb in Badenweiler eine Pension und starb 1871 in Oberweiler.
- Der Politiker Takis Mehmet Ali (* 1991) ist Stadtrat in Badenweiler. Er war Mitglied des Deutschen Bundestages.
- Der Komponist Gottfried Hummel (* 1968) ist seit 2022 Dirigent der Trachtenkapelle Badenweiler. Anlässlich der 1950-Jahr-Feier von Badenweiler wurde das große Orchesterwerk Diana Adnoba uraufgeführt, welches die Geschichte Badenweilers musikalisch, nach einem Text von Fritz Steinbrunner, beschreibt.